# Art latino-américain

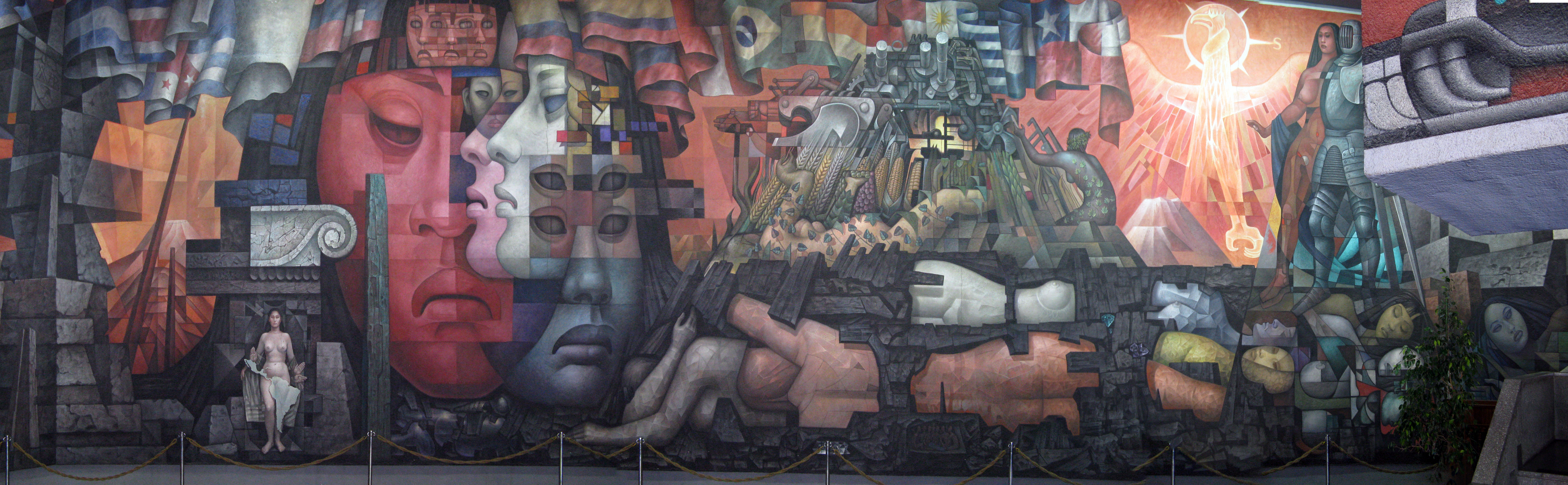
Presencia de América Latina (1964-65), fresque de Jorge González Camarena sur un mur de la Casa del Arte de l'université de Concepción, au Chili.

L'art latino-américain est l'expression artistique combinée de l'Amérique du Sud, de l'Amérique centrale, des Caraïbes et du Mexique, ainsi que des Latino-Américains vivant dans d'autres régions.
Cet art tient ses racines des nombreuses cultures amérindiennes qui habitaient les Amériques avant la colonisation européenne au XVIe siècle. Les cultures indigènes ont chacune développé des disciplines artistiques sophistiquées, qui ont été fortement influencées par des préoccupations religieuses et spirituelles. Leur travail est connu collectivement et désigné sous le nom d'arts précolombiens. Le mélange des cultures amérindiennes, africaines et européennes a donné naissance à une tradition métisse unique.

## Définition
Selon l'Encyclopædia Britannica, l'art latino-américain englobe les « traditions artistiques qui se sont développées en Mésoamérique, en Amérique centrale et en Amérique du Sud après le contact de ces régions avec les Espagnols et les Portugais, respectivement à partir de 1492 et 1500, jusqu'à nos jours ».

## Période coloniale

### Développement des arts pendant la période coloniale

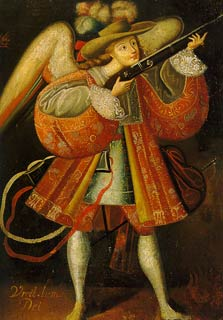
Anonyme de l'École de Cuzco, Archangel Uranus (XVIIIe siècle, International Institute of Iberian Colonial Art).

Pendant la période coloniale, un mélange de traditions amérindiennes et d'influences européennes (principalement dues aux enseignements chrétiens des frères franciscains, augustins et dominicains) a produit un art chrétien très particulier connu sous le nom d'art indochrétien (en). Outre l'art indigène (en), le développement de l'art visuel latino-américain a été fortement influencé par la peinture baroque espagnole, portugaise (pt), française et par l'âge d'or de la peinture néerlandaise. À son tour, la peinture baroque a souvent été influencée par les maîtres italiens.
L'École de Cuzco est considérée comme le premier centre de peinture de style européen en Amérique. Aux XVIIe et XVIIIe siècles, des professeurs d'art espagnols ont enseigné aux artistes quechuas à peindre des images religieuses basées sur les styles classique et de la Renaissance.

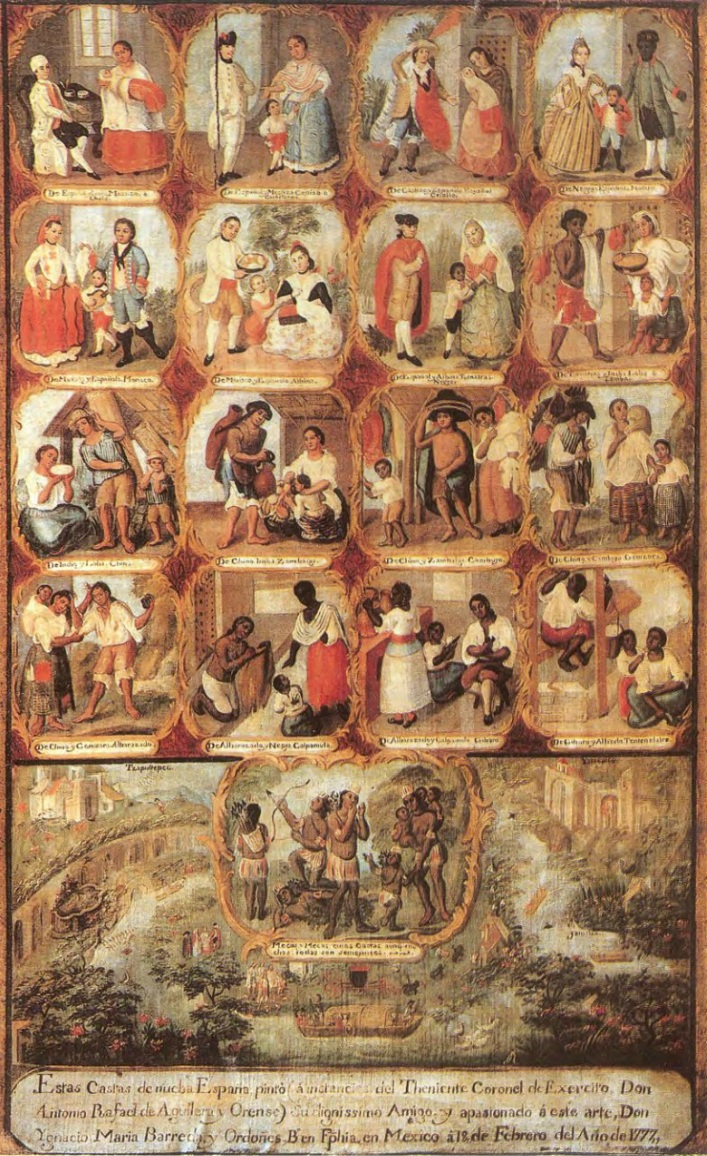
Ignacio Maria Barreda, Las castas mexicanas (1777, Académie royale espagnole). Représentation sur une seule toile du système de castes de la hiérarchie raciale dans le Mexique du XVIIIe siècle. La plupart des ensembles de peintures de castes étaient des toiles individuelles montrant une seule famille.

Au XVIIIe siècle, en Nouvelle-Espagne, des artistes mexicains et quelques artistes espagnols ont produit des peintures d'un système de hiérarchie raciale, connues sous le nom de peintures de casta (« caste »). Il s'agissait presque exclusivement d'une forme mexicaine ; cependant, un ensemble a été produit au Pérou. En rupture avec les peintures religieuses des siècles précédents, les peintures de casta étaient une forme d'art séculaire. Une seule peinture de casta connue, réalisée par un peintre relativement inconnu, Luis de Mena (en), combine les castas avec Notre-Dame de Guadalupe du Mexique ; il s'agit d'une exception. Certains des artistes les plus éminents du Mexique ont peint des œuvres de caste, dont Miguel Cabrera. La plupart des peintures de caste se trouvaient sur plusieurs toiles, avec un regroupement familial sur chacune d'entre elles. Il y a eu quelques peintures sur toile unique, montrant toute la hiérarchie raciale. Les peintures montrent des groupes familiaux idéalisés, avec le père appartenant à une catégorie raciale, la mère à une autre catégorie raciale, et leur progéniture à une troisième catégorie raciale. Ce genre de peinture a prospéré pendant environ un siècle, jusqu'à l'indépendance du Mexique en 1821 et l'abolition des catégories raciales légales.
Au XVIIe siècle, les Provinces-Unies s'étaient emparés de la riche zone de production de sucre de la colonie portugaise du Brésil (1630-1654). Au cours de cette période, l'artiste néerlandais Albert Eckhout a peint un certain nombre de représentations importantes des types sociaux au Brésil. Ces représentations comprenaient des images d'hommes et de femmes indigènes, ainsi que des natures mortes.
Des expéditions scientifiques approuvées par la couronne espagnole ont commencé à explorer l'Amérique espagnole où sa flore et sa faune ont été consignées. L'Espagnol José Celestino Mutis, médecin et horticulteur et disciple du scientifique suédois Carl von Linné, a mené une expédition à partir de 1784 dans le nord de l'Amérique du Sud : l'expédition est connue sous le nom d'Expédition botanique de Nouvelle-Grenade (es). Les artistes locaux étaient des Indiens équatoriens, qui ont produit cinq mille dessins en couleur de la nature, tous publiés. L'expédition affrétée par la couronne, dont le but était d'enregistrer scientifiquement la beauté et la richesse de la nature, s'écartait ainsi de la longue tradition de l'art religieux.
La plus importante expédition scientifique a été celle du naturaliste allemand Alexander von Humboldt et du botaniste français Aimé Bonpland. Ils ont voyagé pendant cinq ans à travers l'Amérique espagnole (1799-1804), explorant et enregistrant des informations scientifiques ainsi que les vêtements et le mode de vie des populations locales. L'œuvre de Humboldt est devenue une source d'inspiration et un modèle pour la poursuite du travail scientifique au XIXe siècle, ainsi que pour les reporters voyageurs qui ont enregistré les scènes de la vie quotidienne.
En 1818, l'Académie nationale des Beaux-Arts San Alejandro (en) de La Havane, à Cuba, a été fondée par le peintre français Jean-Baptiste Vermay, ce qui en fait la plus ancienne académie d'art d'Amérique latine.

### Historiographie de l'art et de l'architecture coloniales
L'histoire de l'art latino-américain a généralement été écrite par des personnes ayant une formation dans les départements d'histoire de l'art. Cependant, le concept de « culture visuelle » a désormais amené des universitaires formés dans d'autres disciplines à écrire les histoires de l'art. Comme pour l'histoire des peuples indigènes, pendant de nombreuses années, l'accent a été mis soit sur la production artistique de la période précolombienne (Olmèques, Mayas, Aztèques, Incas), soit sur un saut au XXe siècle. Plus récemment, l'époque coloniale et le XIXe siècle se sont développés comme des champs d'intérêt. La culture visuelle en tant que domaine dépasse de plus en plus les frontières disciplinaires. L'architecture coloniale a fait l'objet d'un certain nombre d'études importantes,,,,,.
L'art colonial a une longue tradition, surtout au Mexique, avec les publications de Manuel Toussaint (es). Au début du XXIe siècle, on a assisté à un boom des publications sur l'art colonial, avec quelques aperçus utiles publiés ces dernières années,,,,,. De nombreux ouvrages traitent exclusivement de l'Amérique espagnole.
Les grandes expositions sur l'art colonial ont donné lieu à de beaux catalogues qui constituent un dossier permanent,,,,,,.

### Galerie

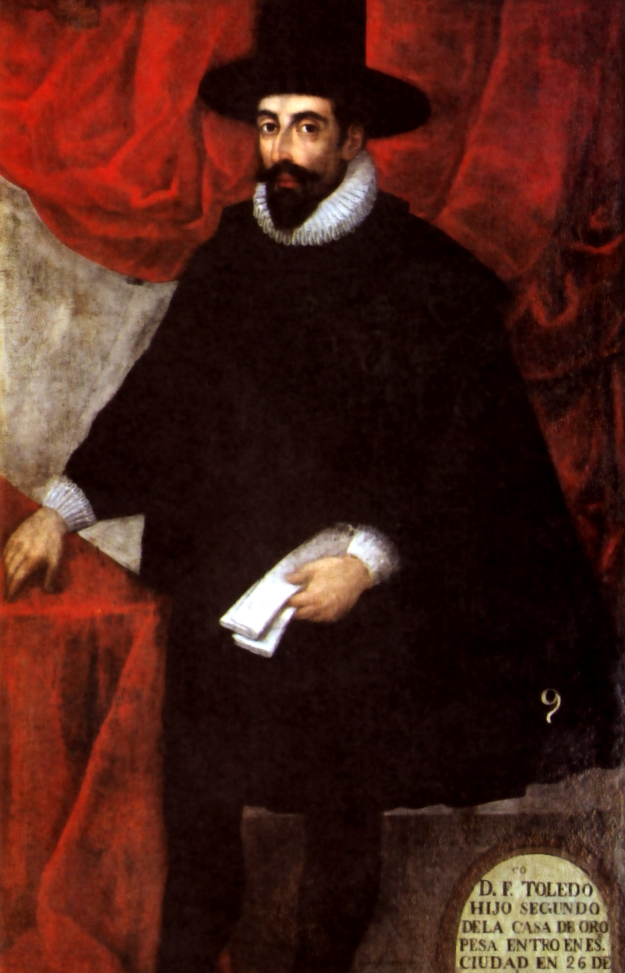
Anonyme, portrait officiel du vice-roi Francisco de Toledo (XVIe siècle, Museo Nacional de Arqueología, Antropología e Historia del Perú).
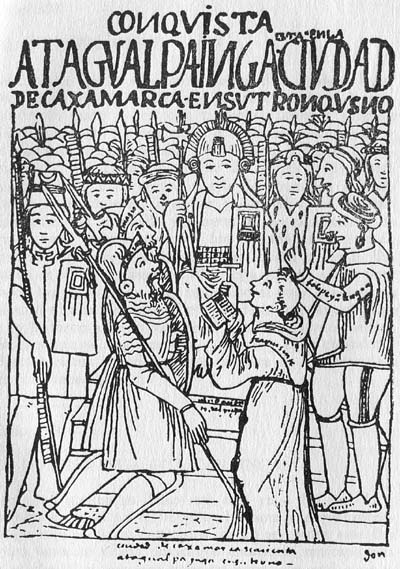
Felipe Guamán Poma de Ayala, illustration de la rencontre d'Atahualpa et Francisco Pizarro (XVIIe siècle).
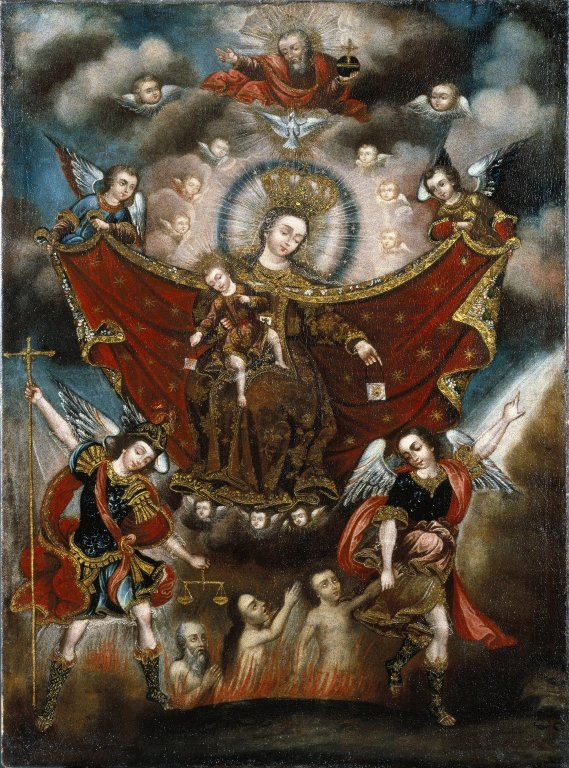
Pérou : entourage de Diego Quispe Tito, Vierge du Carmel sauvant des âmes au Purgatoire (XVIIe siècle, Brooklyn Museum).
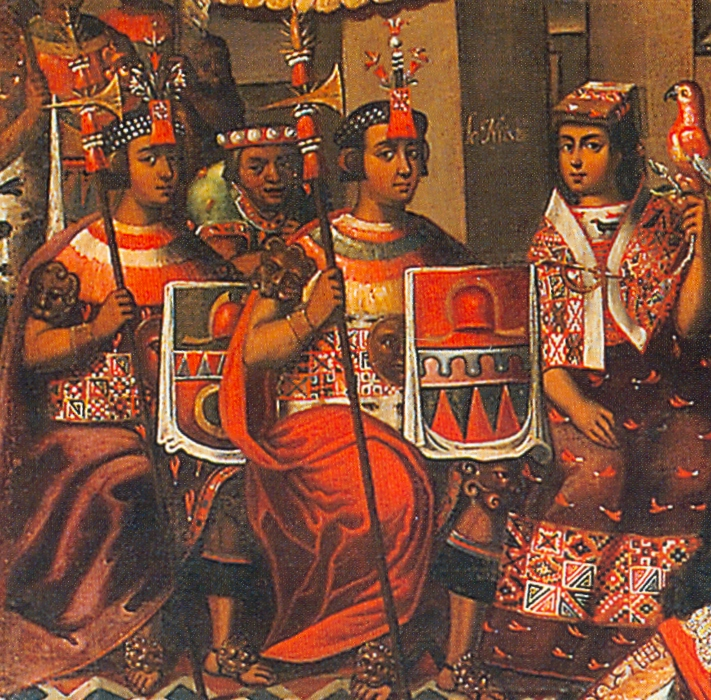
École de Cuzco, Le mariage du capitaine Martin de Loyola avec Beatriz Ñusta, détail (c. 1675–1690, église jésuite de Cuzco, au Pérou).
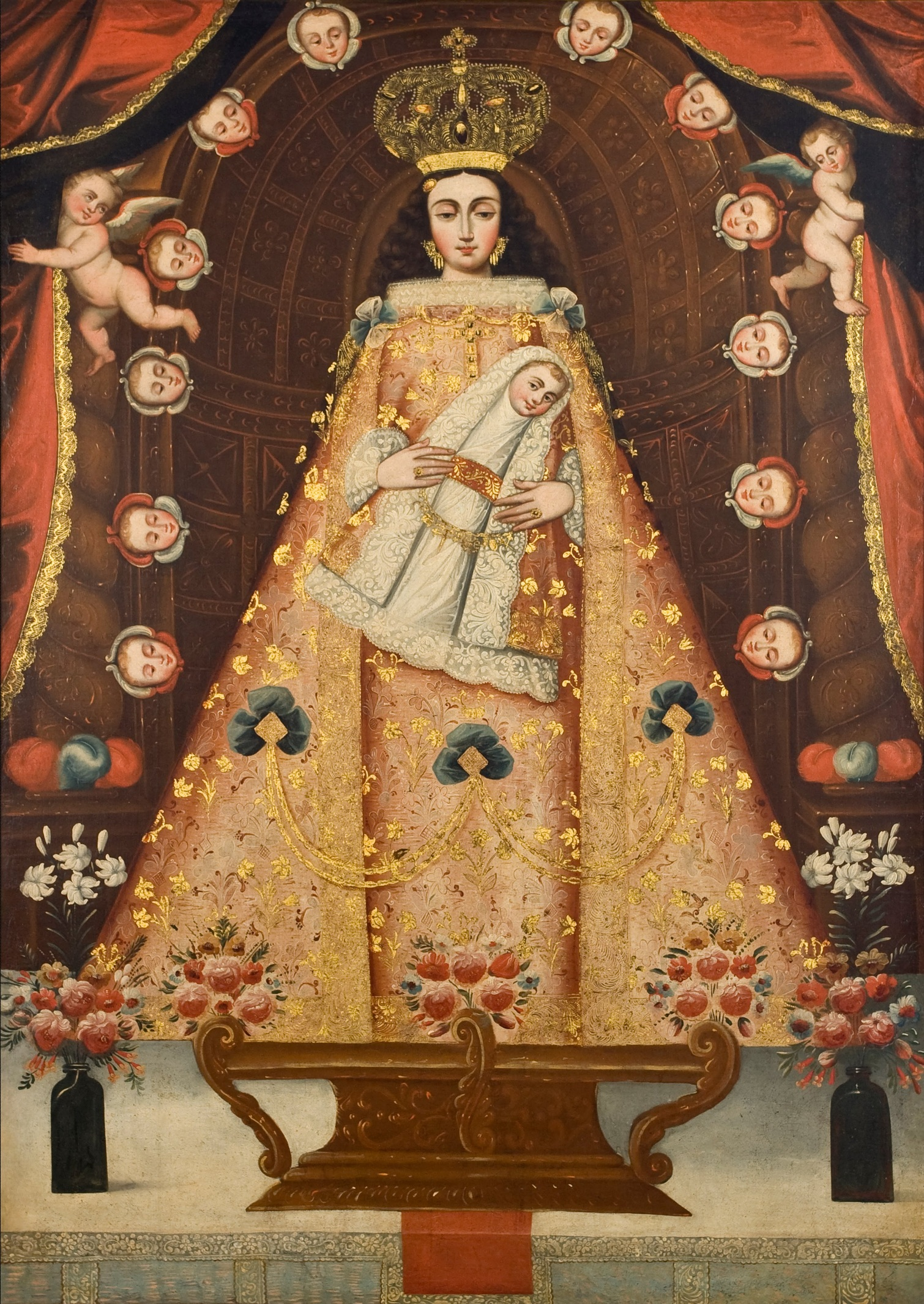
Pérou : anonyme, Notre Dame de Bethléem (XVIIIe siècle, Museo de Arte de Lima (es)).
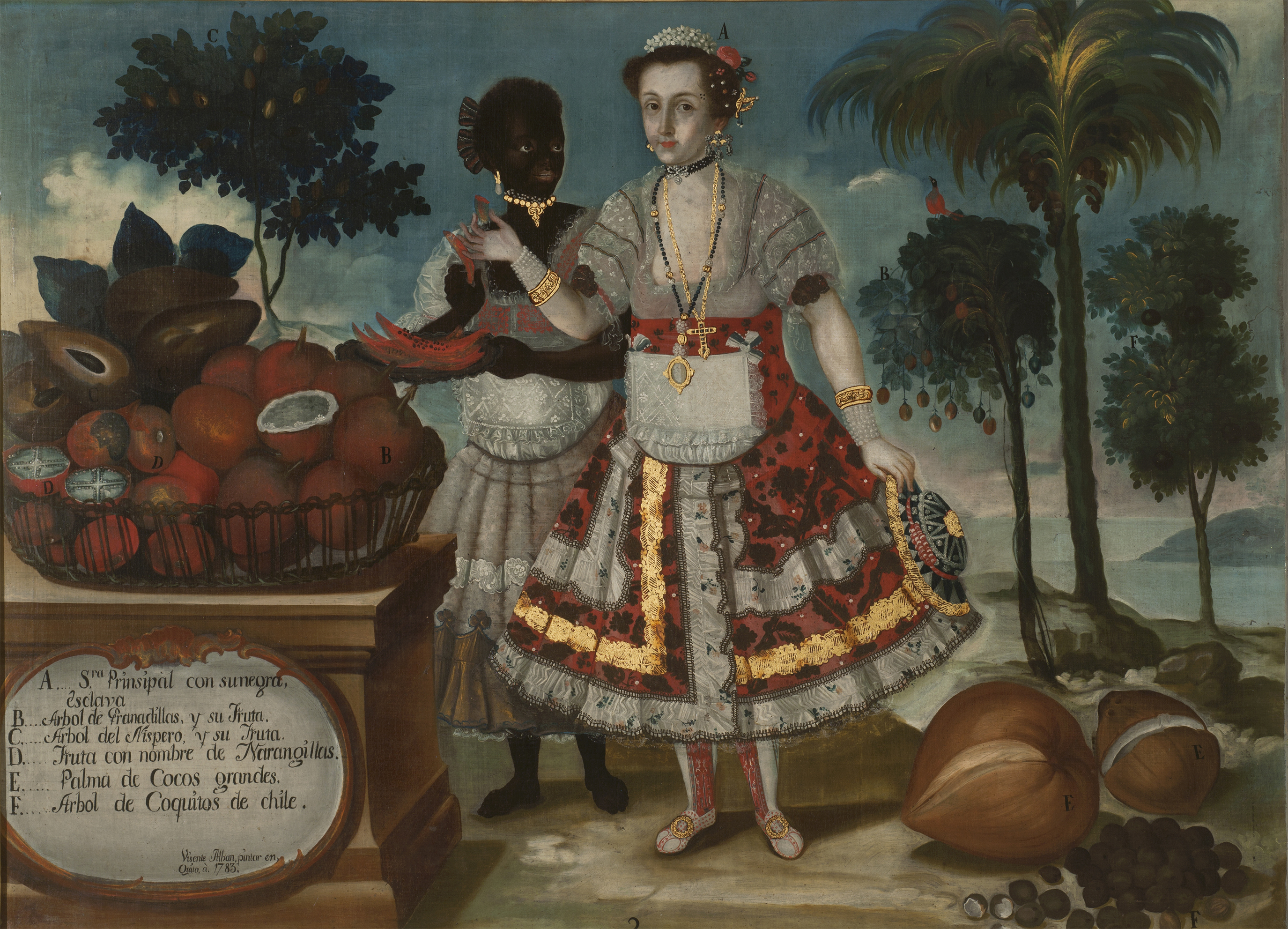
Vicente Albán (es), Femme espagnole et son esclave noire (1783, musée de l'Amérique, Madrid).
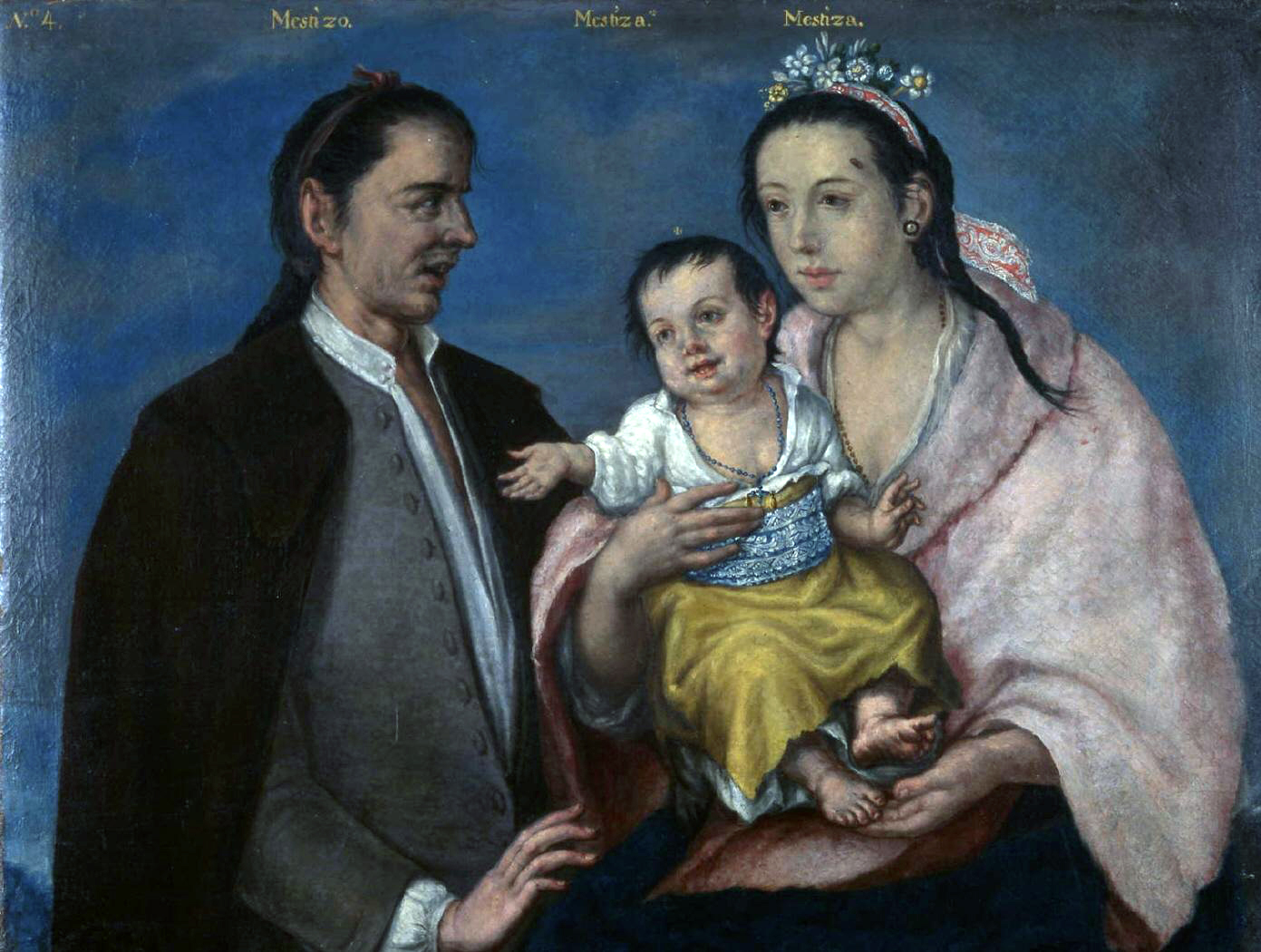
Attribué à Cristóbal Lozano (d), Mestizo, Mestiza, Mestizo, peinture de caste (1771-1776, musée national d'Anthropologie).
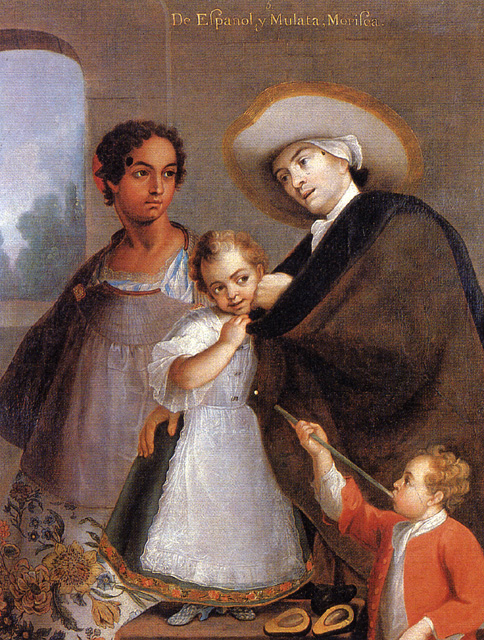
Miguel Cabrera, Pintura de Castas (c. 1763, Museo Historia Mexicana Monterrey).
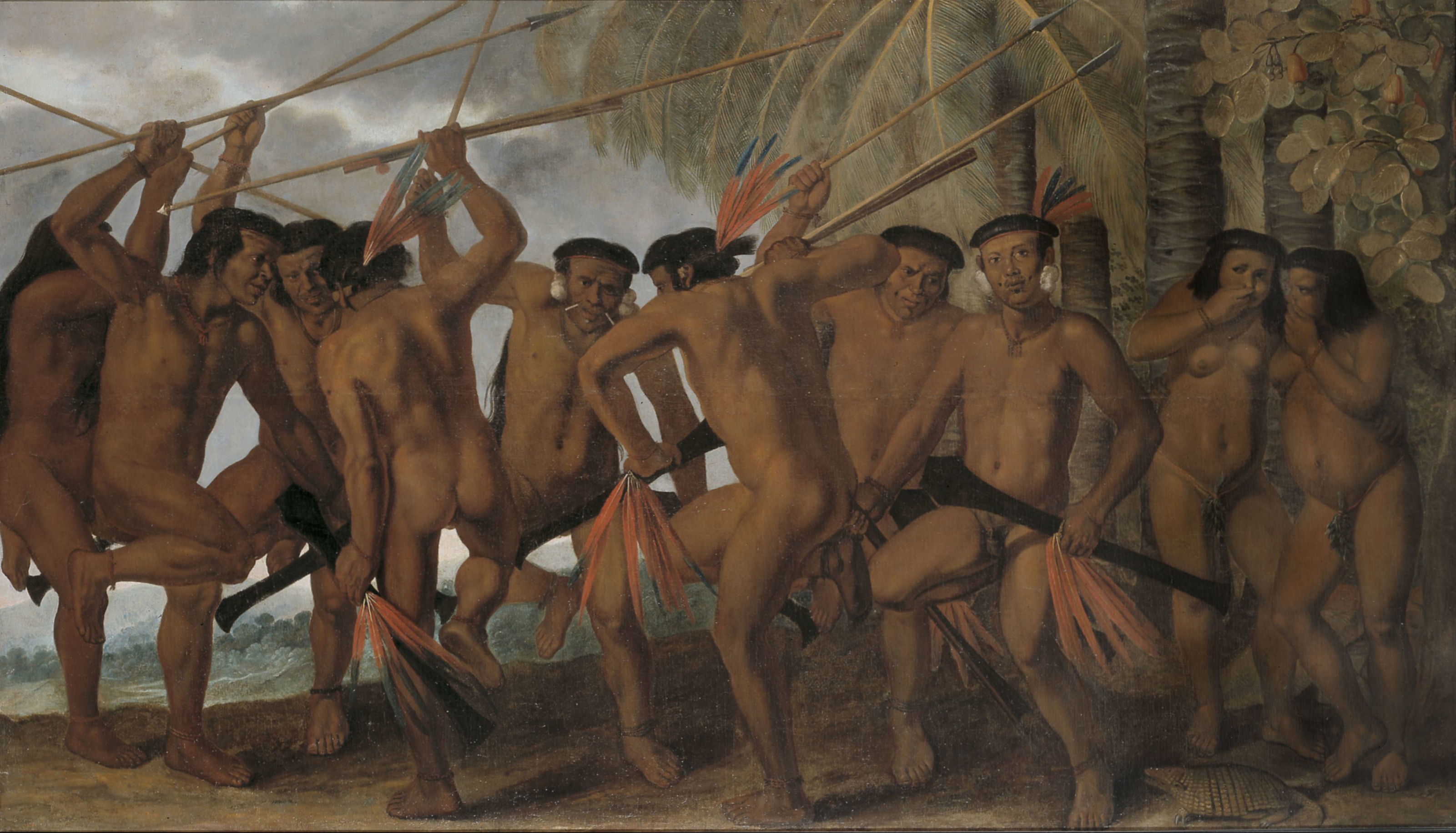
Albert Eckhout, Dança dos Tarairiú (XVIIe siècle, Musée national du Danemark).
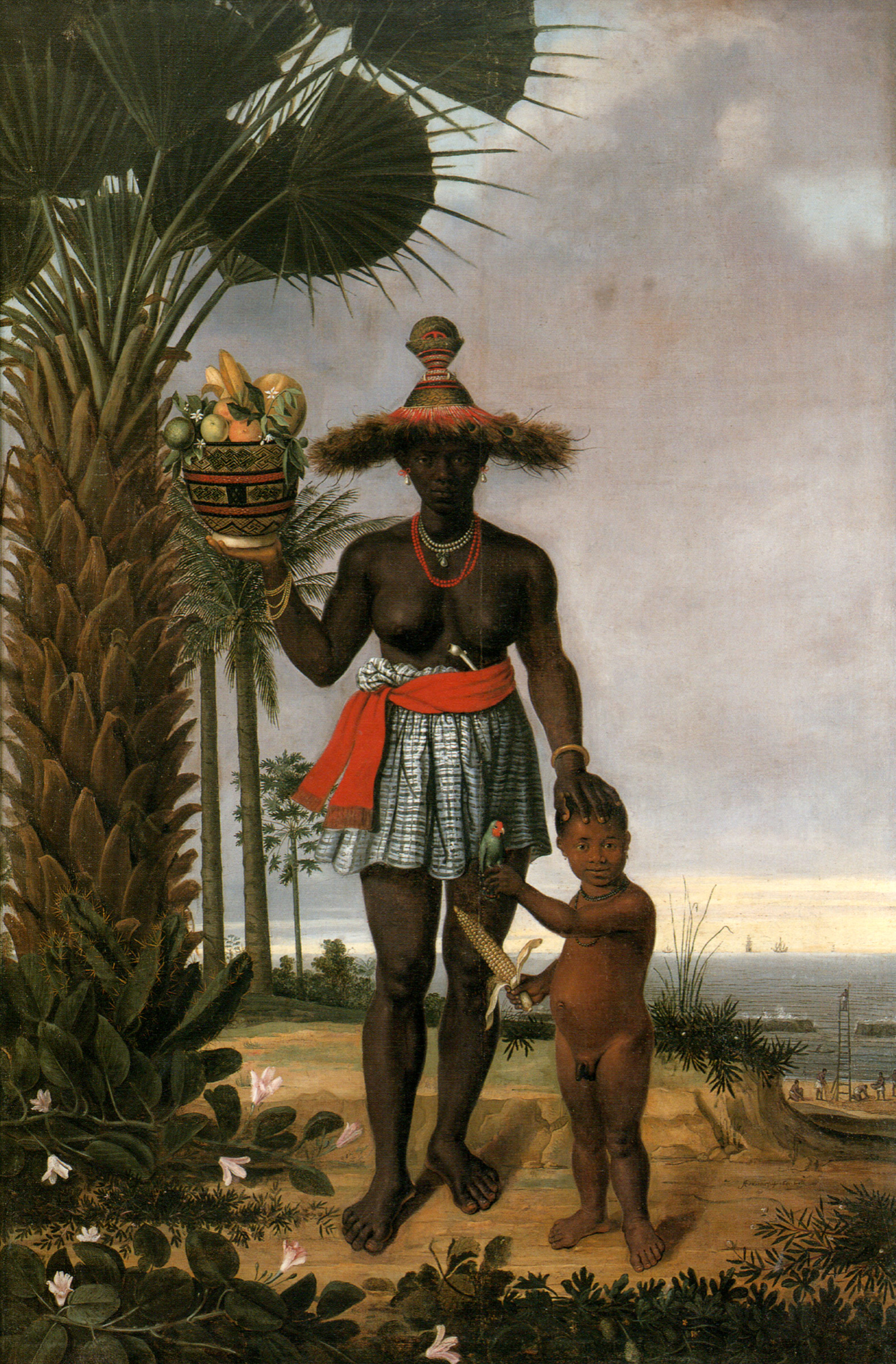
Albert Eckhout, Mulher Africana (1641, Musée national du Danemark).
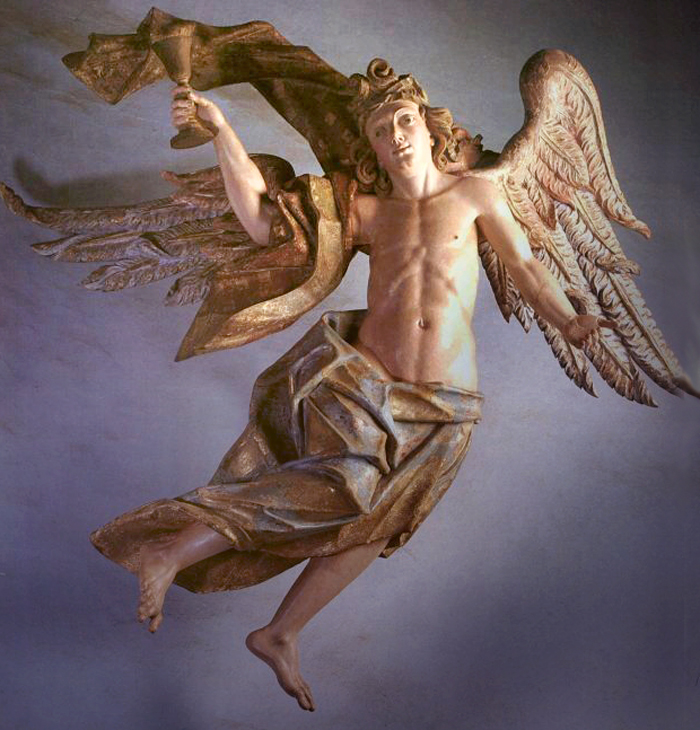
Aleijadinho, Anjo (c. 1799, Congonhas do Campo).
Alexander von Humboldt (allemand), dessin des volcans et des zones climatiques (1807, Bibliothèque centrale de Zurich).

## Dix-neuvième siècle
Le classicisme et le réalisme enseignés dans les différentes académies fondées par les nouveaux États ont prédominé après l'indépendance des pays latino-américains. Parmi les artistes de cette période, on peut citer les Argentins Eduardo Sívori, Prilidiano Pueyrredón, Ernesto de la Cárcova, les Chiliens Pedro Lira et Alfredo Valenzuela Puelma, les Brésiliens Victor Meirelles et Manuel de Araújo Porto-Alegre ou les Mexicains Saturnino Herrán, Santiago Rebull et José María Velasco Gómez, entre autres.

### Naissance d'une identité latino-américaine
Au tournant du XIXe siècle, alors que les portraits rigides et hautains d'aristocrates sont encore commandés, le genre des autoportraits de peintres natifs a également émergé, conduisant à des œuvres qui révèlent une qualité humaine plus informelle, ainsi que souhaité par les artistes rococo. Souhaitant aller au-delà des commandes traditionnelles de l'église et du gouvernement, les peintres latino-américains créent de plus en plus souvent des scènes de la vie quotidienne en Nouvelle-Espagne au cours du demi-siècle qui précède son indépendance.
L'un des genres les plus intéressants de cette période est le portrait qui examine les « types » ethniques. Vers 1725, le peintre espagnol Juan Rodríguez Juárez (es) avait créé le premier ensemble documenté de « peintures de castes », qui utilisait 16 scènes différentes pour montrer les effets des mariages entre indigènes, esclaves africains et européens. Ce genre a gagné en popularité à la veille de l'indépendance, lorsque les différentes strates de la société coloniale ont été représentées dans plusieurs séries appelées castas créées par des artistes qui ont souvent choisi de rester anonymes.
L'identité latino-américaine a été explorée plus avant par les artistes contemporains d'Amérique du Sud à la veille de l'indépendance, et cet intérêt pour la culture latino-américaine est repris en Espagne par les costumbristas dans la période suivant l'indépendance.

### Indépendances
La diversité des conditions de vie en Amérique espagnole et portugaise a inspiré des luttes pour l'indépendance. Dans la seconde moitié du XVIIIe siècle, les rois bourbons espagnols avaient de plus en plus décentralisé la gouvernance des colonies, ce qui a amené au pouvoir une nouvelle classe criolla (personnes d'origine espagnole nées en Amérique), se sentant capables de se gouverner eux-mêmes. Par la suite, les guerres napoléoniennes en Espagne et au Portugal fournissent le terreau aux guerres pour l'indépendance des colonies américaines : entre 1808 et 1826, tous les territoires espagnols et portugais obtiennent leur indépendance.
Dans les années qui suivent la libération, les artistes latino-américains explorent à la fois leurs propres traditions indigènes et celles héritées de l'Europe, pour finalement créer un art latino-américain influent et distinctif.

### Néoclassicisme
Au XVIIIe siècle, les monarchies avaient imposé le néo-classicisme à leurs principales colonies latino-américaines afin de les relier à l'Europe et de soutenir l'establishment au pouvoir. Mais après les guerres d'indépendance, cette relation s'est compliquée. Le néoclassicisme a continué à être propagé par certaines académies gouvernementales, bien que le style ait souvent été utilisé pour représenter des thèmes indigènes. Par exemple, le dictateur mexicain Porfirio Díaz a commandé un monument dédié aux empereurs aztèques, érigé en 1887, et les artistes de nouvelles républiques commémorent leurs héros et grands événements de leur histoire en utilisant les codes du néoclassicisme.

### Romantisme
En Europe, le romantisme devient le courant dominant entre la fin du XVIIIe siècle et le début du XIXe siècle. Caractérisé par l'accent mis sur le subjectif et l'irrationnel, le romantisme rejette l'ordre et l'harmonie du néoclassicisme : des scènes exotiques et des paysages puissants sont ainsi privilégiés, force d'effets dramatiques, de lumière et de couleur.
Le style est introduit dans les pays latino-américains par les voyageurs européens. Par exemple, le Bavarois Johann Moritz Rugendas voyage successivement au Brésil, au Mexique et au Chili entre 1831 et 1845. Proche de la technique, de la composition dynamique et des couleurs vives du style romantique incarné en Europe par le Français Eugène Delacroix, Rugendas incarne le véritable esprit du mouvement romantique dans ses petites esquisses à l'huile en préparation de grandes toiles, dont peu ont finalement été exécutées. D'autres artistes ont transmis la beauté, l'excitation et le caractère distinctif des nouveaux pays indépendants aux publics européens avides d'images romantiques : le Français Jean-Baptiste Debret (au Brésil), le Britannique Daniel Thomas Egerton (en) (au Mexique, dans la tradition romantique britannique), l'Allemand Karl Nebel (d) (qui a montré — principalement par ses lithographies — la variété des populations sociales et ethniques à travers le Mexique), l'Américain Frederic Edwin Church (membre de la Hudson River School en Équateur) ou encore l'Américain Martin Johnson Heade (au Brésil et en Jamaïque pour étudier la faune et la flore locale et en peindre le microcosme).
Les artistes nés en Amérique latine ayant suivi ce mouvement romantique sont appelés costumbristas et documentent plutôt les coutumes locales. Provenant généralement de familles aisées et souvent éduqués en Europe (et en particulier à Paris), ils partagent l'intérêt des Romantiques pour l'exotisme apparent des cultures et des paysages d'Amérique latine. Ils recherchaient les scènes inhabituelles et uniques de leur pays d'origine et cherchent à montrer l'identité nationale de leur dans la période qui a suivi l'indépendance, tout en conservant un point de vue culturel, plus européen que local.

### Réalisme
Dans la deuxième moitié du XIXe siècle, les académies latino-américaines cherchent à rompre avec un néo-classicisme ayant idéalisé et simplifié ses sujets et tendent vers ce qu'on appelle le réalisme académique, plus réaliste avec davantage d'attention portée aux détails. Les thèmes privilégiés sont des portraits de personnalités importantes, les événements historiques ayant mené à la formation des nouvelles nations ou des reconstitutions de scènes bibliques. Cependant, de nombreux dirigeants de l'après-indépendance ont méprisé les artistes natifs d'Amérique latine et ont préféré attribuer des commandes et donner des postes d'enseignants aux Européens.
On essaie de reproduire des scènes historiques en portraiturant des indigènes déguisés dans des studios ou des motifs architecturaux anciens en se basant sur des croquis, des manuscrits et d'anciens dessins architecturaux de temples mésoaméricains datant de l'époque des conquêtes.
Dans cette ère de réalisme, deux excellents artistes ont dépassé la tradition académique réaliste en rendant leurs sujets vraiment tangibles et accessibles. L'Uruguayen Juan Manuel Blanes documente les événements historiques et les gauchos du de la pampa du Cône Sud en se concentrant sur ses sujets et leurs attitudes ; le Mexicain José María Velasco propose un « réalisme aride » en se concentrant sur la structure même du paysage lui-même dans les années 1890.

### Galerie: artistes étrangers en Amérique latine

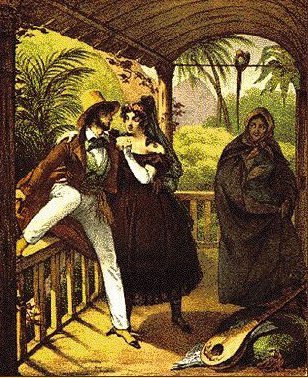
Johann Moritz Rugendas (allemand au Brésil), Roupa típica (« Costumes de Rio de Janeiro », 1823).
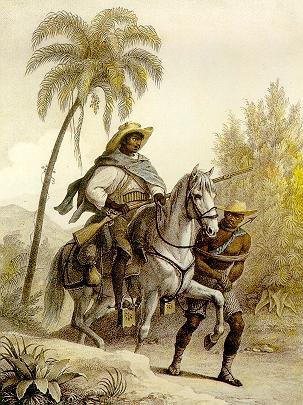
Johann Moritz Rugendas (allemand au Brésil), Capitão do mato (« Capitaine de brousse », 1823).
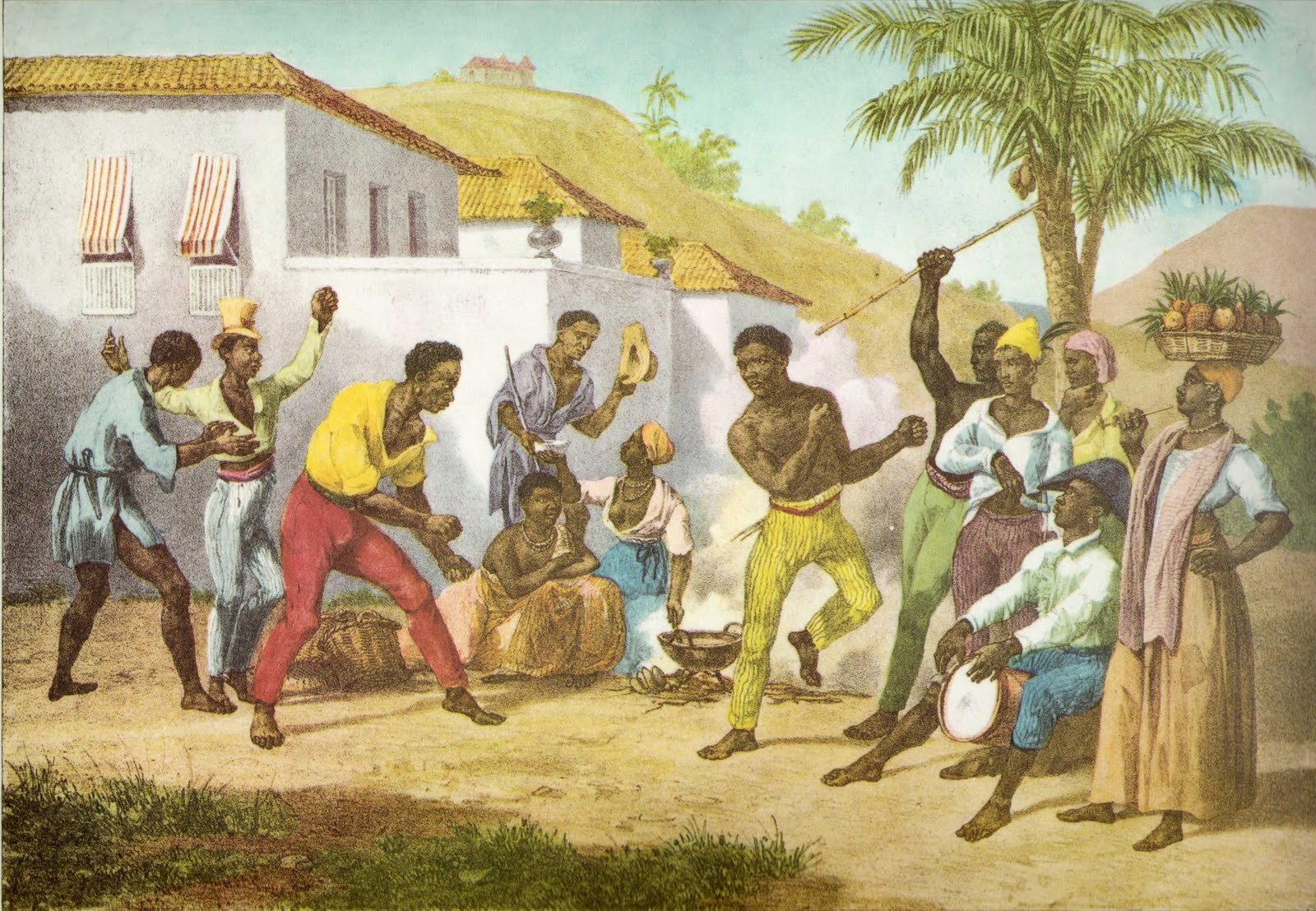
Johann Moritz Rugendas (allemand au Brésil), Capoeira (1835).
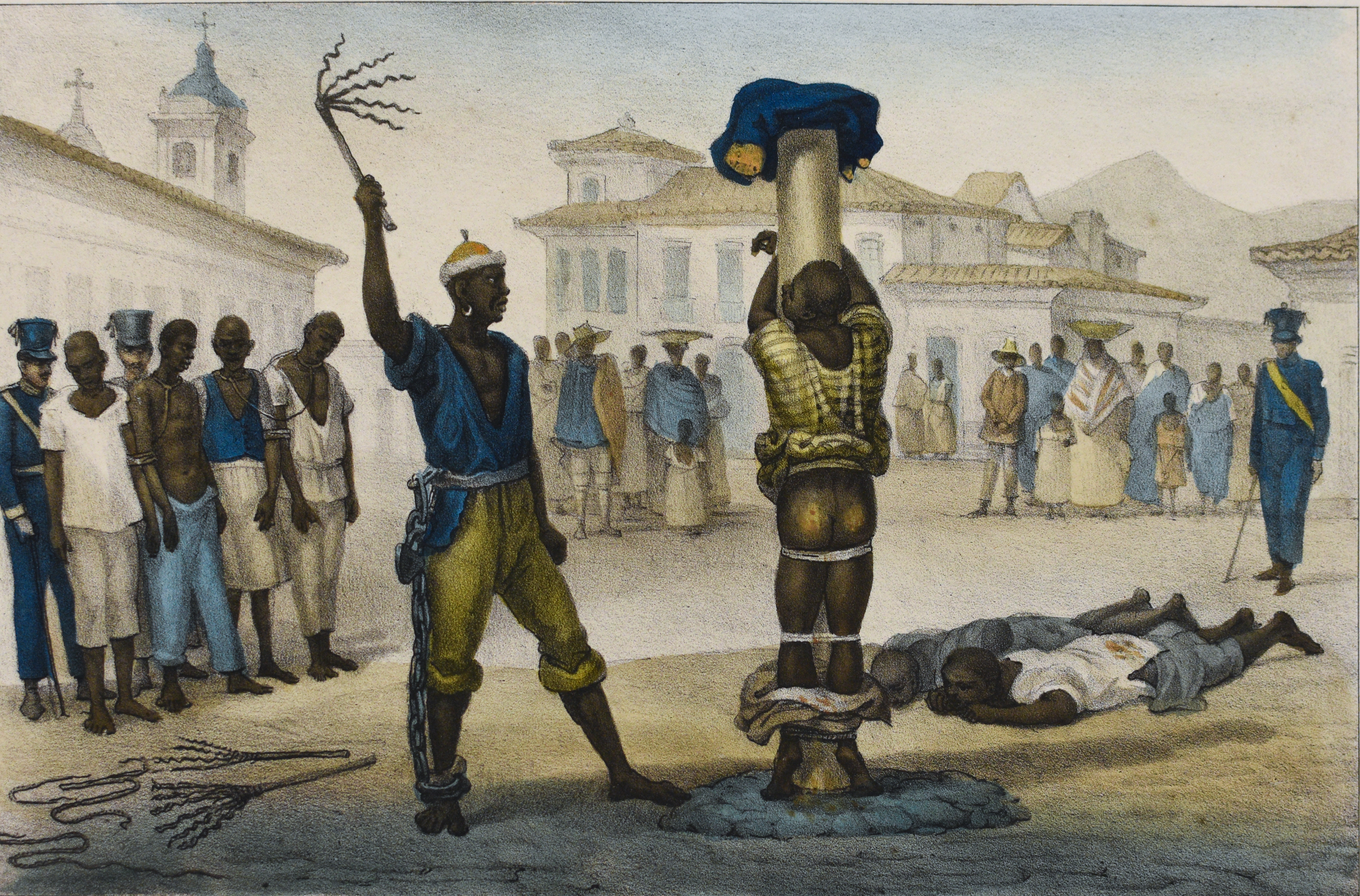
Jean-Baptiste Debret (français au Brésil), L’execution de la Punition du Fouet (av. 1830, Itaú Cultural).
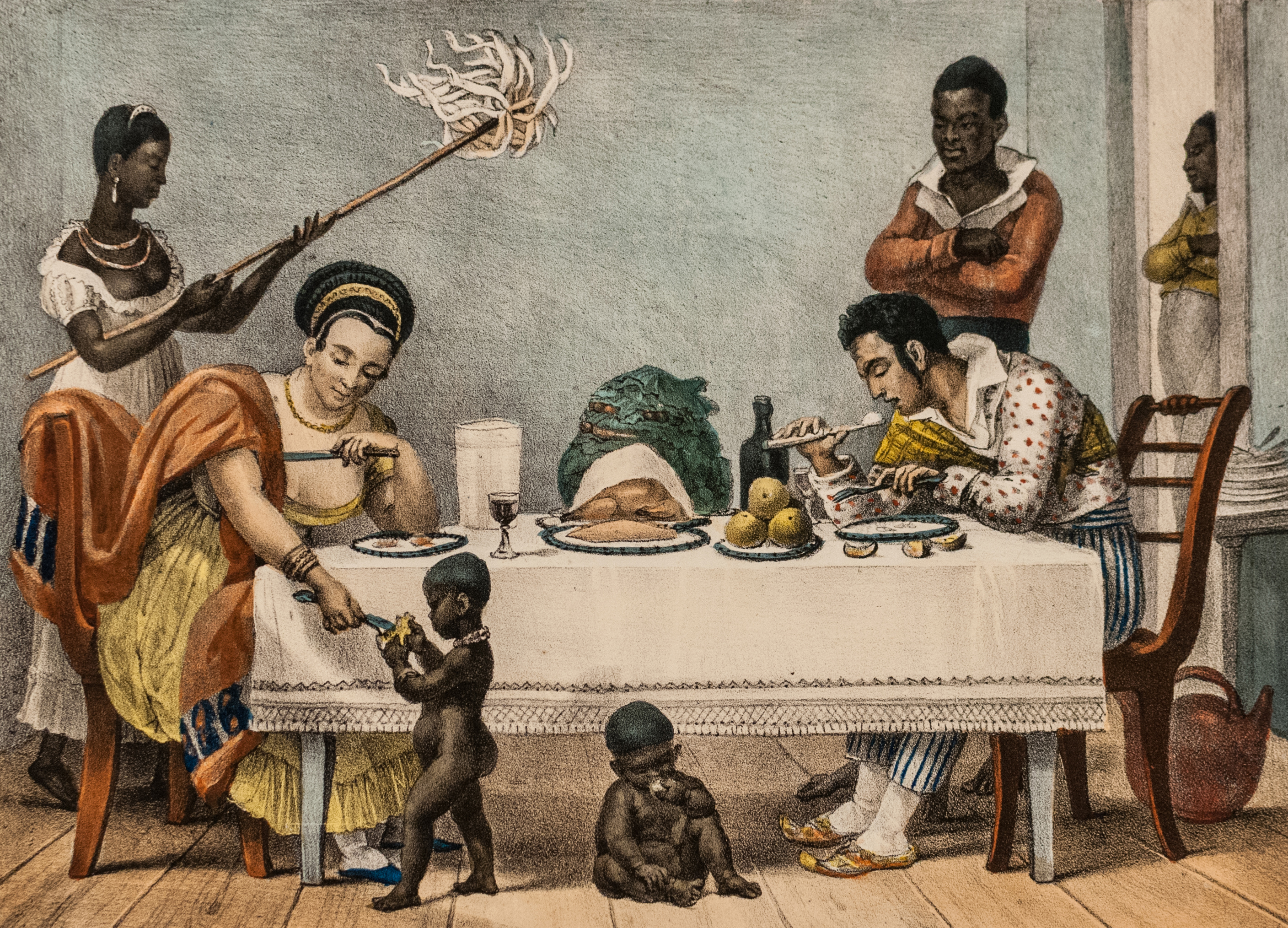
Jean-Baptiste Debret (français au Brésil), Le diner. Les dèlassemens d'une après diner (av. 1830, Itaú Cultural).
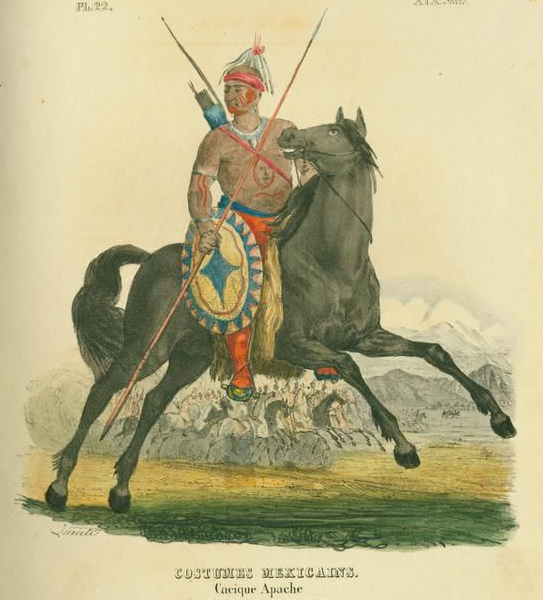
Claudio Linati (italien au Mexique), Cacique Apache (1828).
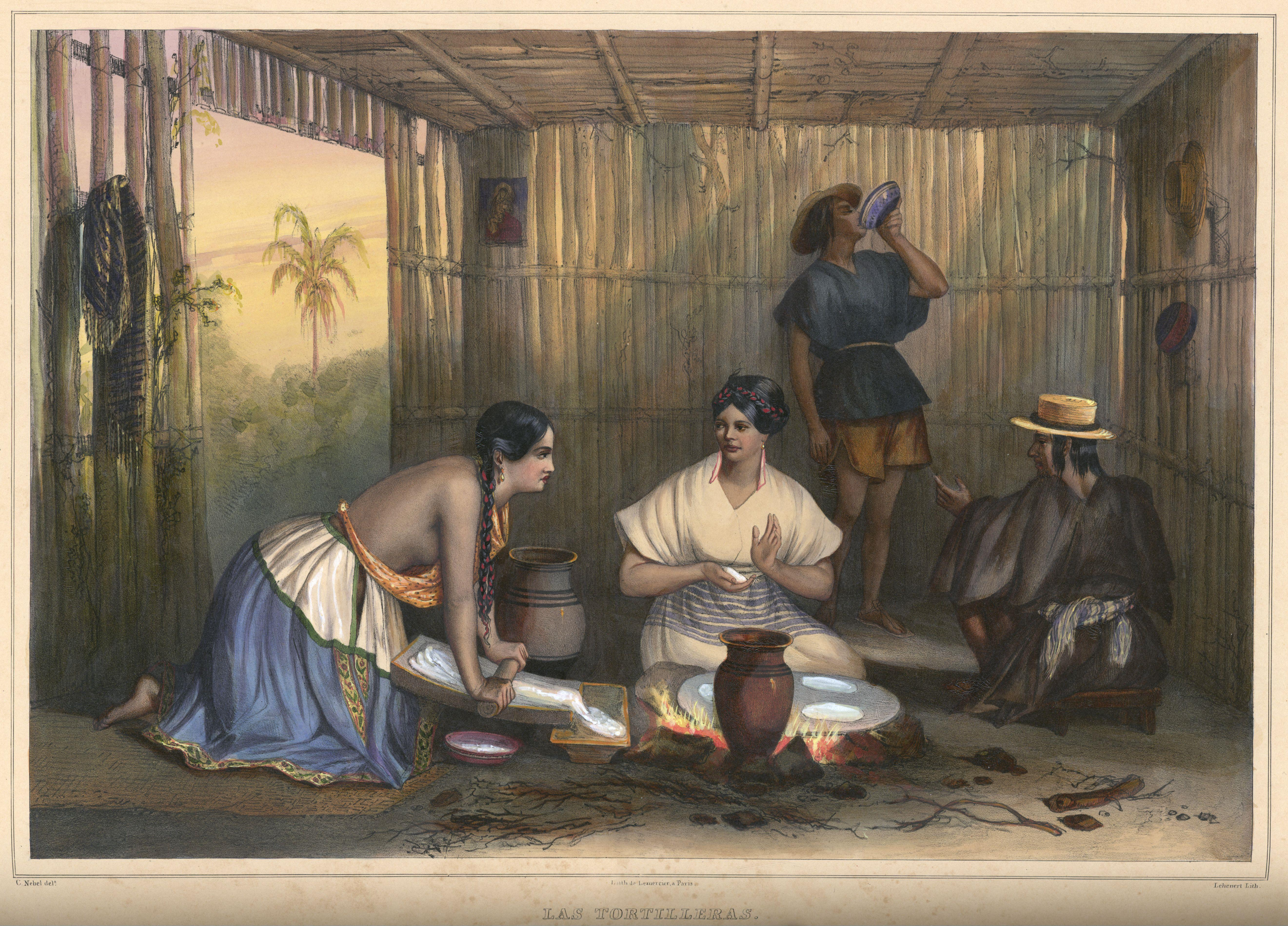
Carl Nebel (allemand au Mexique) Las Tortilleras, dans l'ouvrage Voyage pittoresque et archéologique dans la partie la plus intéressante du Mexique (XVIIIe siècle).
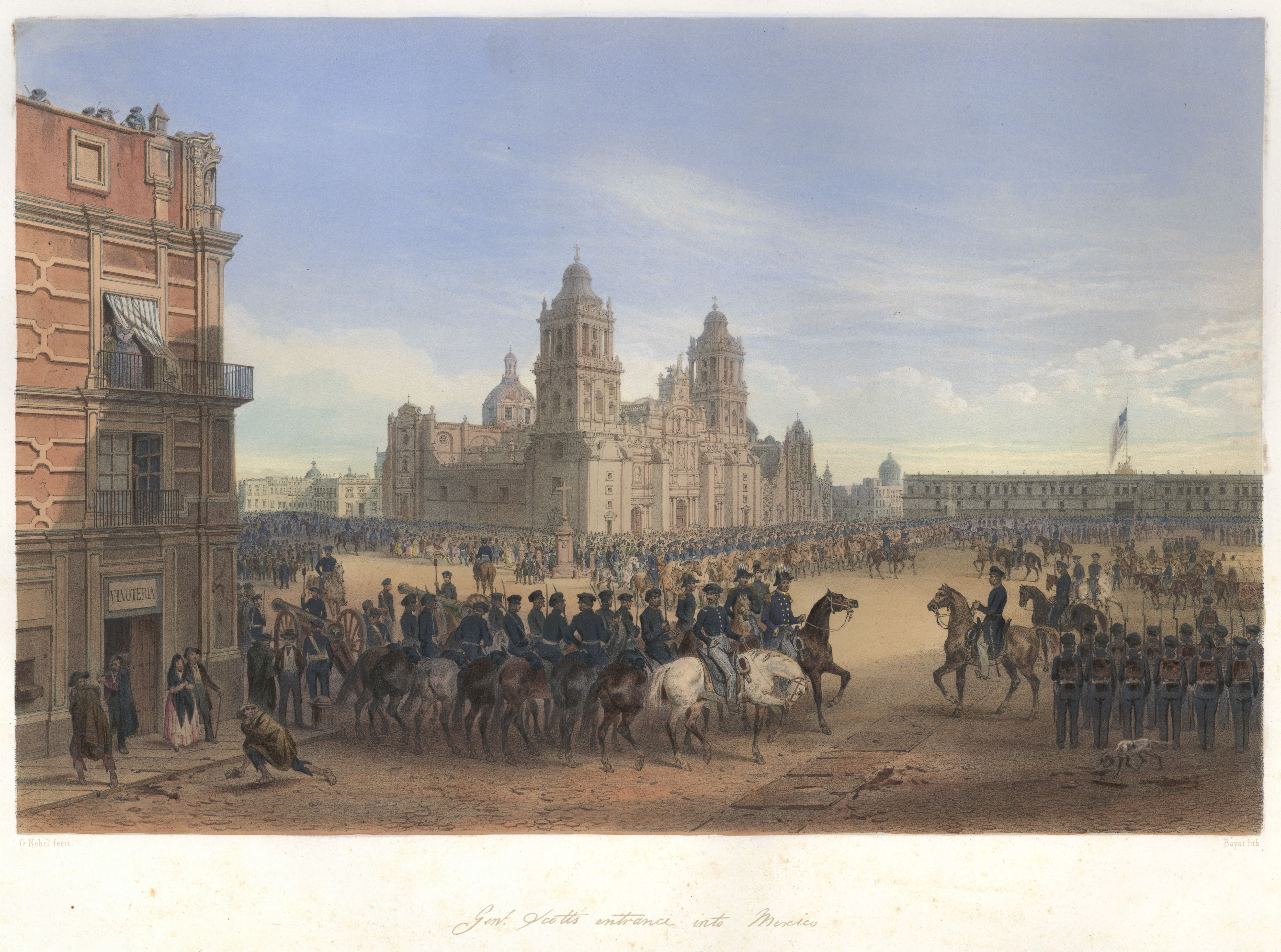
Adolphe Jean-Baptiste Bayot (es) (français), lithographie d'après un dessin de Carl Nebel (allemand au Mexique), General Scott's entrance into Mexico in the Mexican-American War, dans l'ouvrage The War between the United States and Mexico Illustrated (1851).
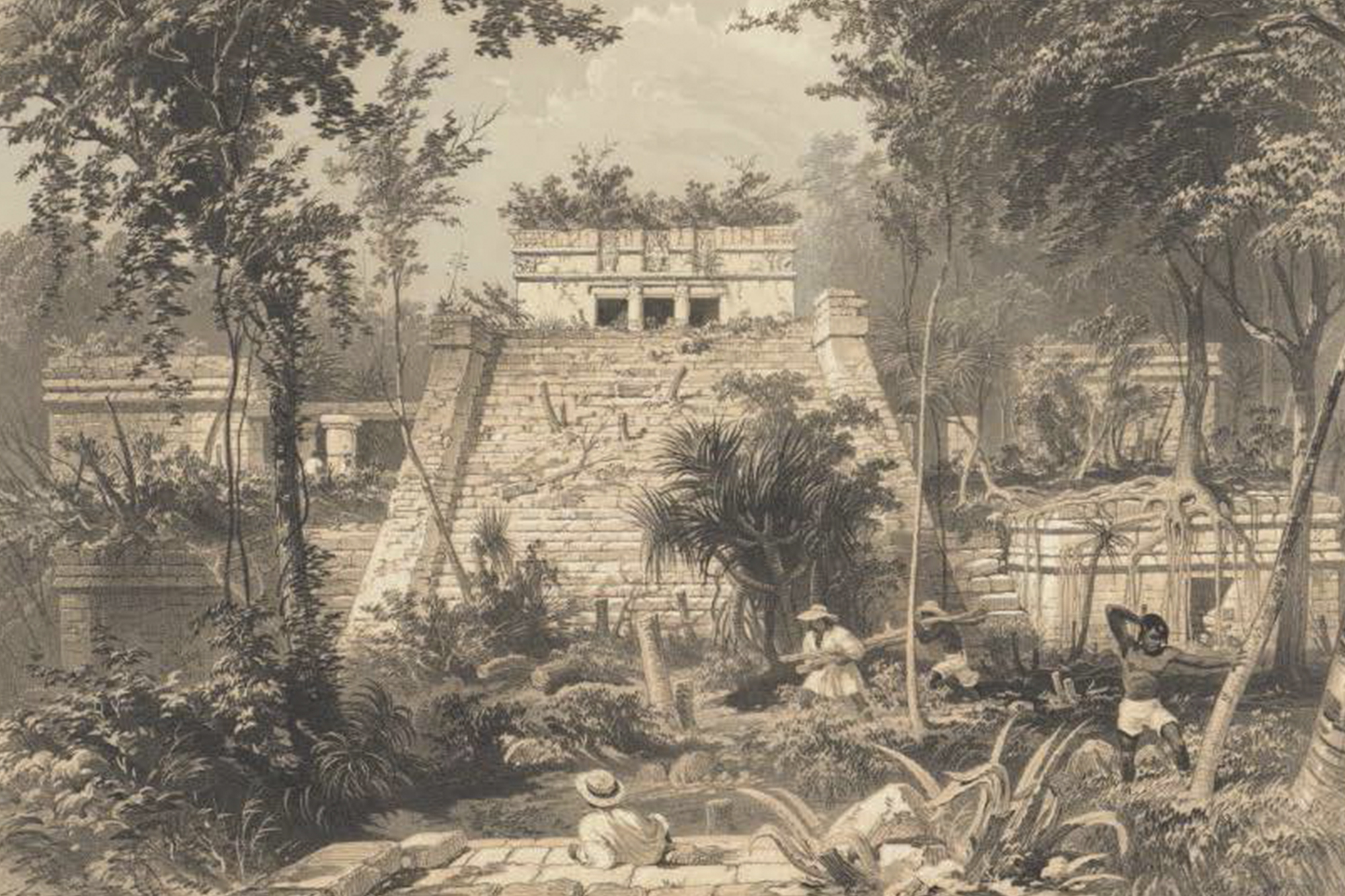
Frederick Catherwood (britannique au Mexique), Main temple at Tulum, dans l'ouvrage Views of Ancient Monuments (1844).
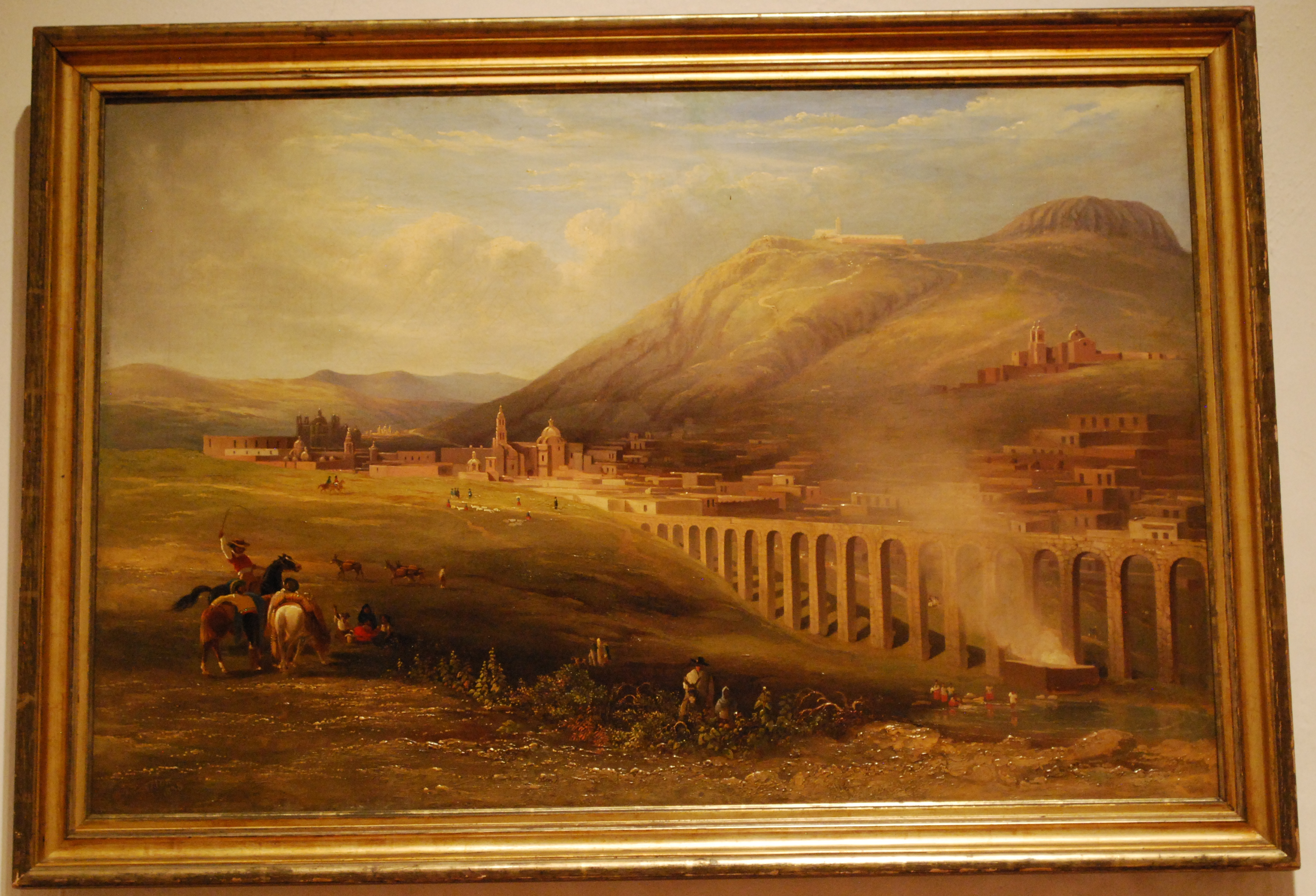
Daniel Thomas Egerton (en) (britannique), The aqueduct of Zacatecas, Mexico (1838, Franz Mayer Museum (en)).
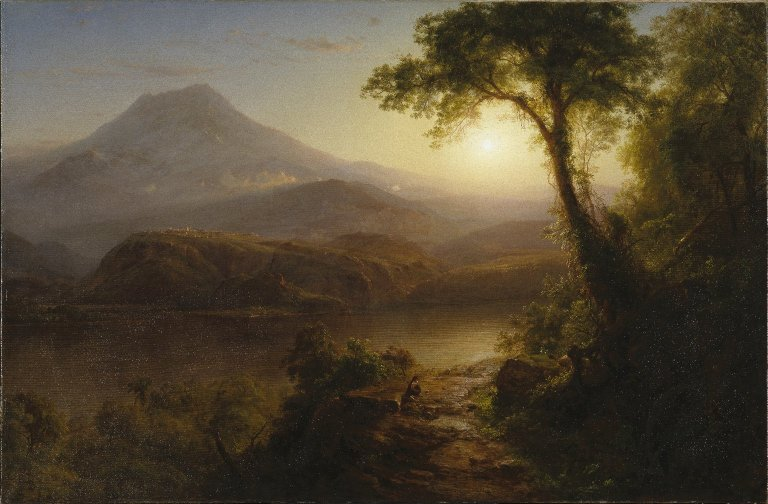
Frederic Edwin Church (américaine) Tropical Scenery (1873, Brooklyn Museum).

### Galerie: artistes latino-américains

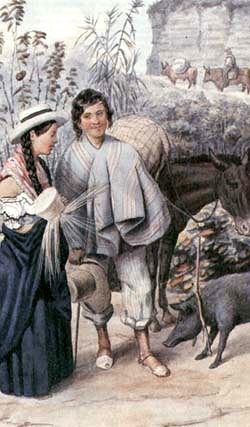
Carmelo Fernández (en) (Venezuela), Arriero y tejedora de sombreros de Vélez (« Muletier et tisseuse de chapeaux de Vélez », 1850, Bibliothèque nationale de Colombie).
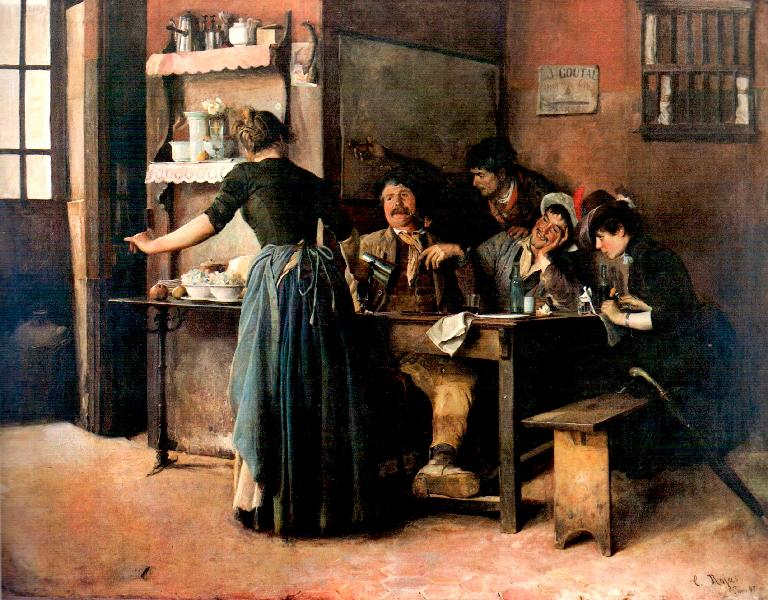
Cristóbal Rojas  (Venezuela) La taberna (« La taverne », 1887, Galería de Arte Nacional (es)).
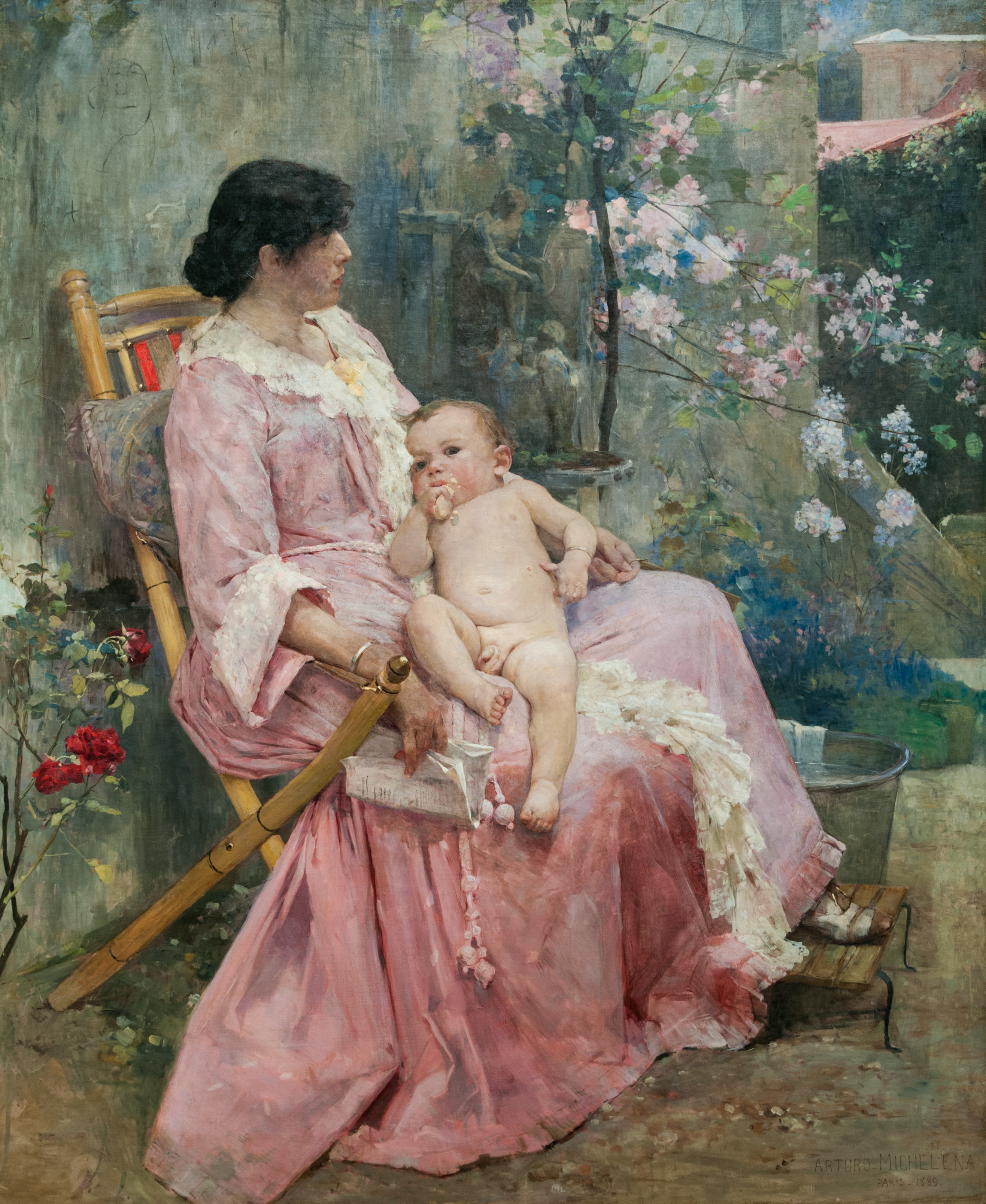
Arturo Michelena (Venezuela) La joven Madre (« La jeune mère », 1889, Galería de Arte Nacional).
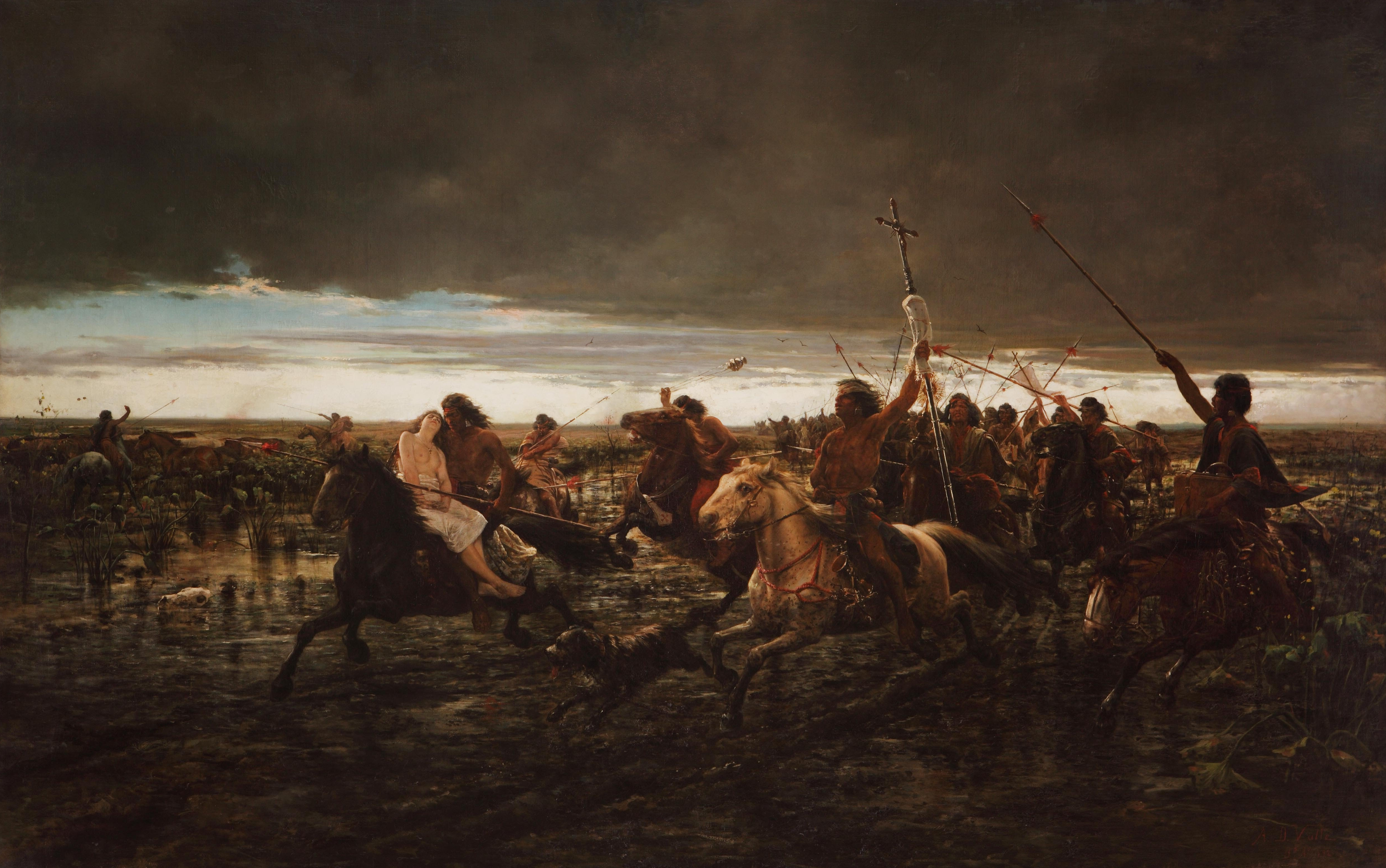
Ángel della Valle (es) (Argentine),  La vuelta del malón (« Le retour du Malón », 1892, Musée national des Beaux-Arts).
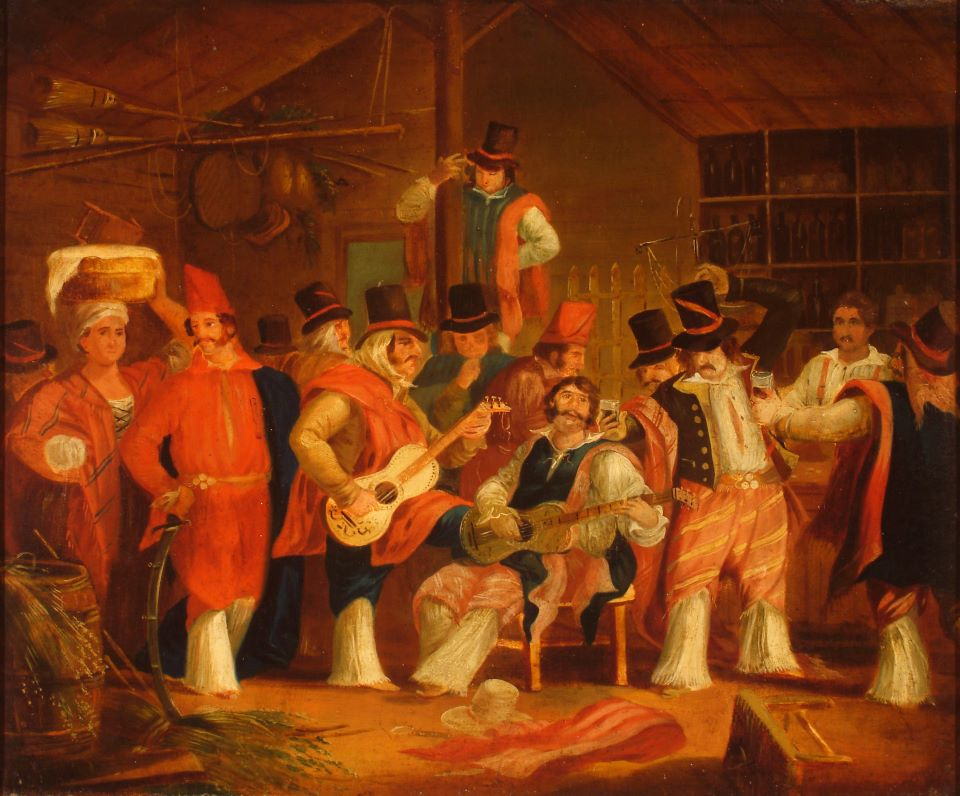
Carlos Morel (es) (Argentine), Payada en una pulpería (Payada (es) dans une pulpería (es), n. d., Musée national des Beaux-Arts).
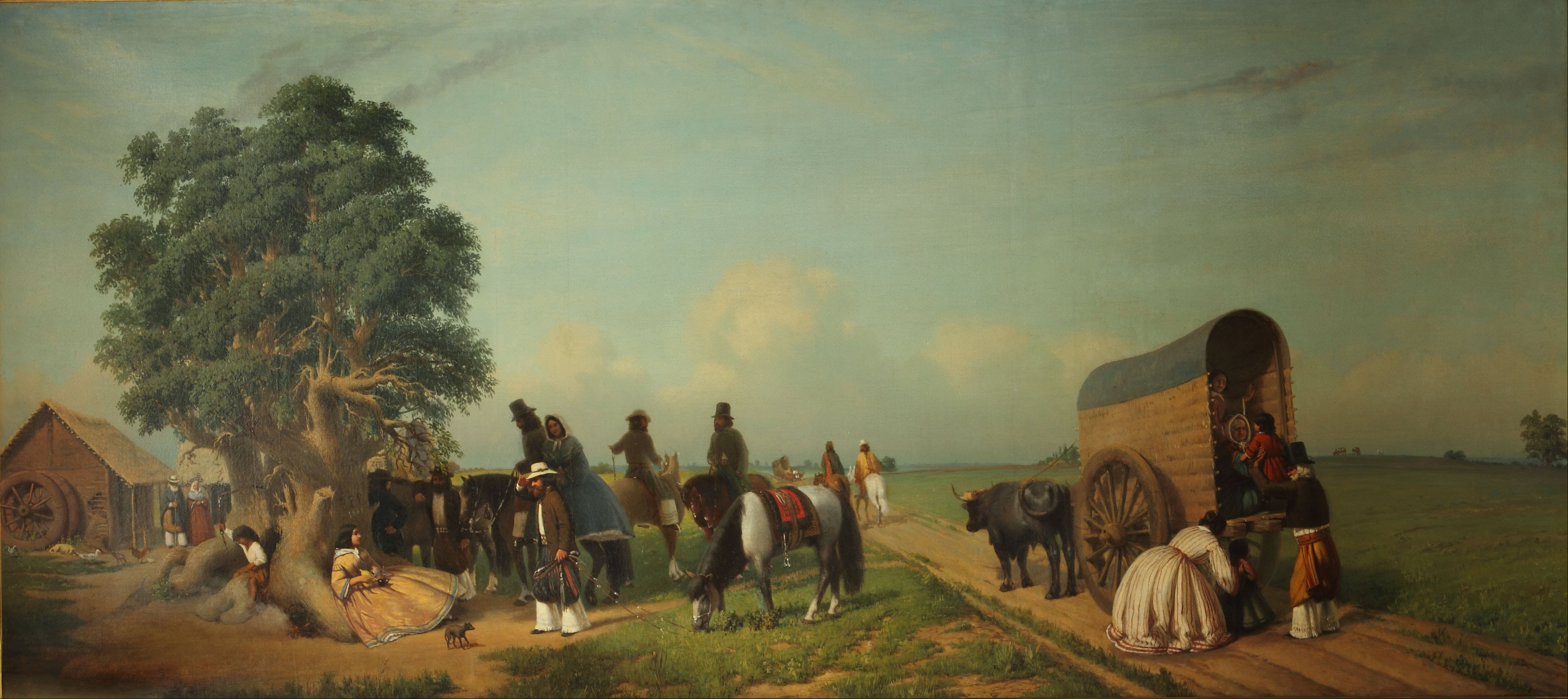
Prilidiano Pueyrredón (Argentine) Un alto en el campo (« Un arrêt à la campagne », 1861, Musée national des Beaux-Arts).
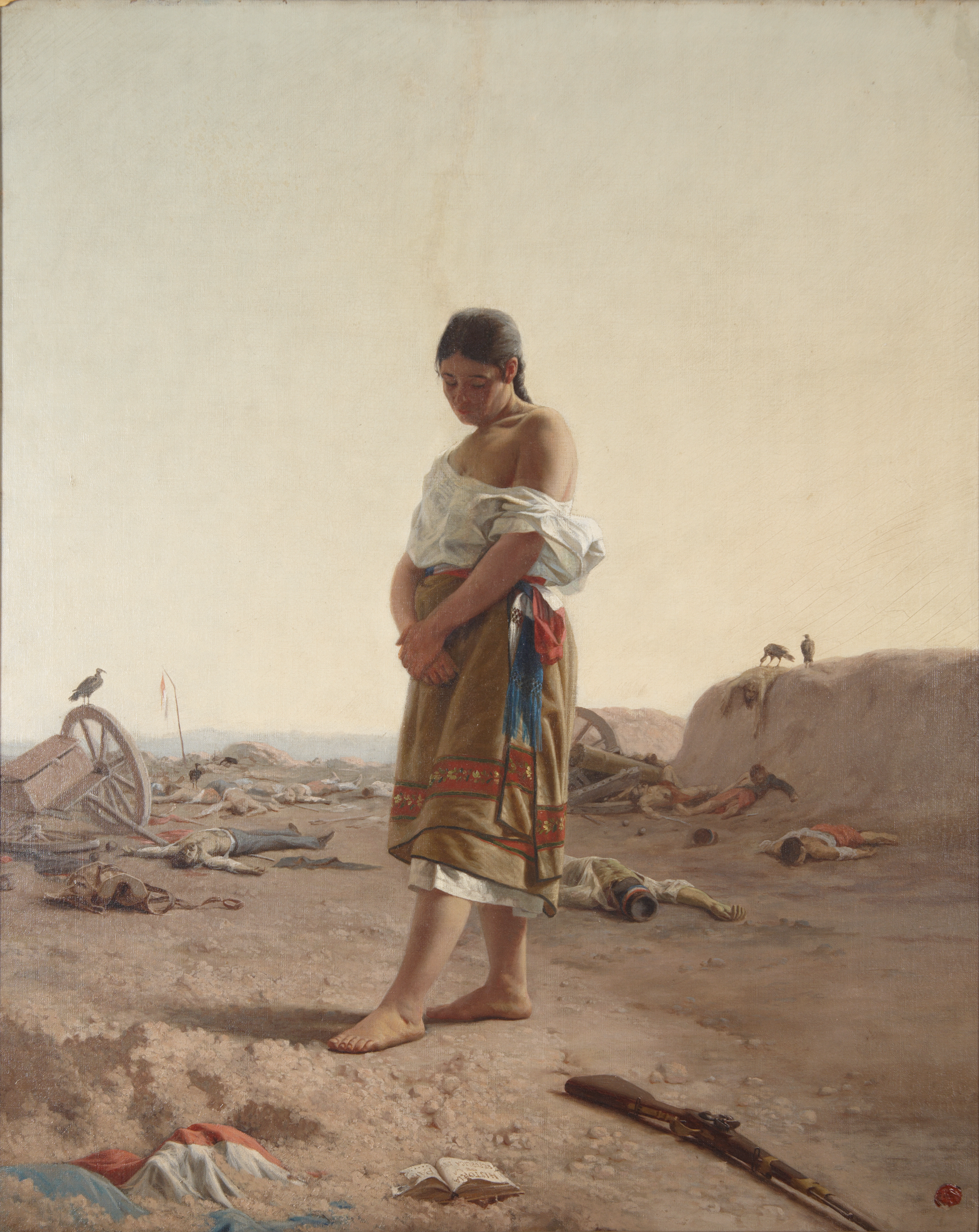
Juan Manuel Blanes (Uruguay) La paraguaya (« La paraguayenne », 1879, Museo Nacional de Artes Visuales).
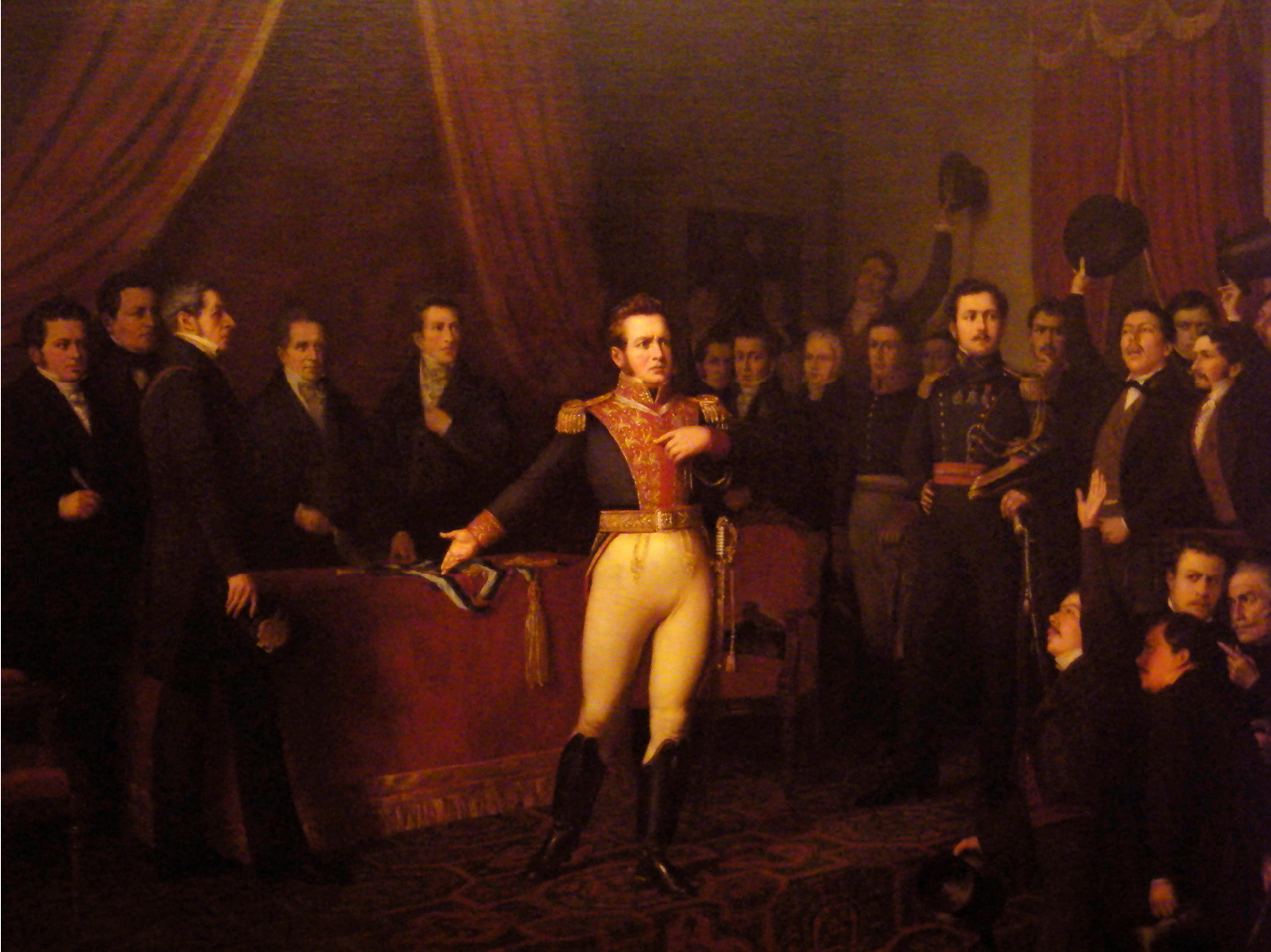
Manuel Antonio Caro (Chili) Abdicación de O´higgins (« L'abdication de Bernardo O'Higgins », 1875, Musée historique national (es)).
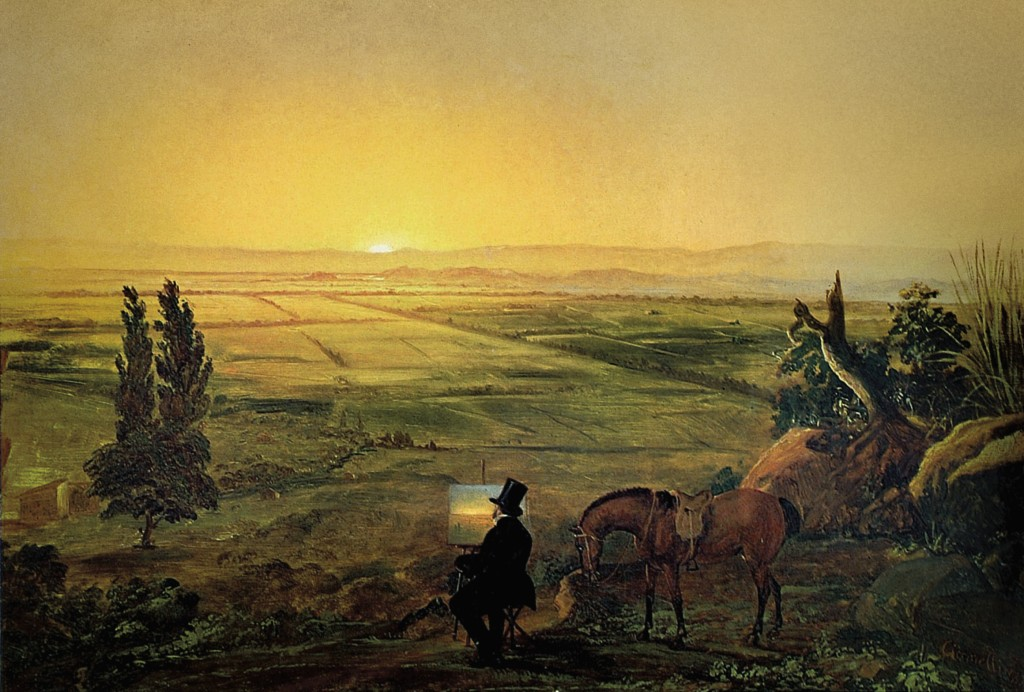
Alejandro Ciccarelli (es) (Chili) Vista de Santiago de Chile desde Peñalolén (Vue de Santiago depuis Peñalolén, 1853, Pinacoteca Banco Santander à Santiago).
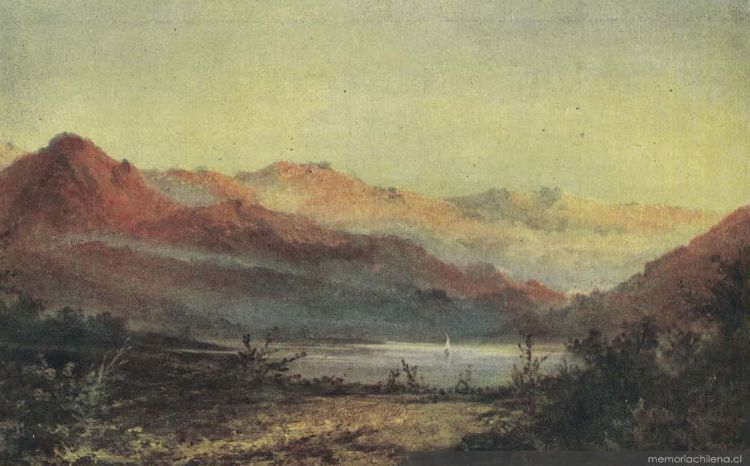
Antonio Smith (es) (Chili), Paisaje con cordillera y laguna (« Paysage avec Cordillère et lac », n. d., Bibliothèque nationale du Chili).
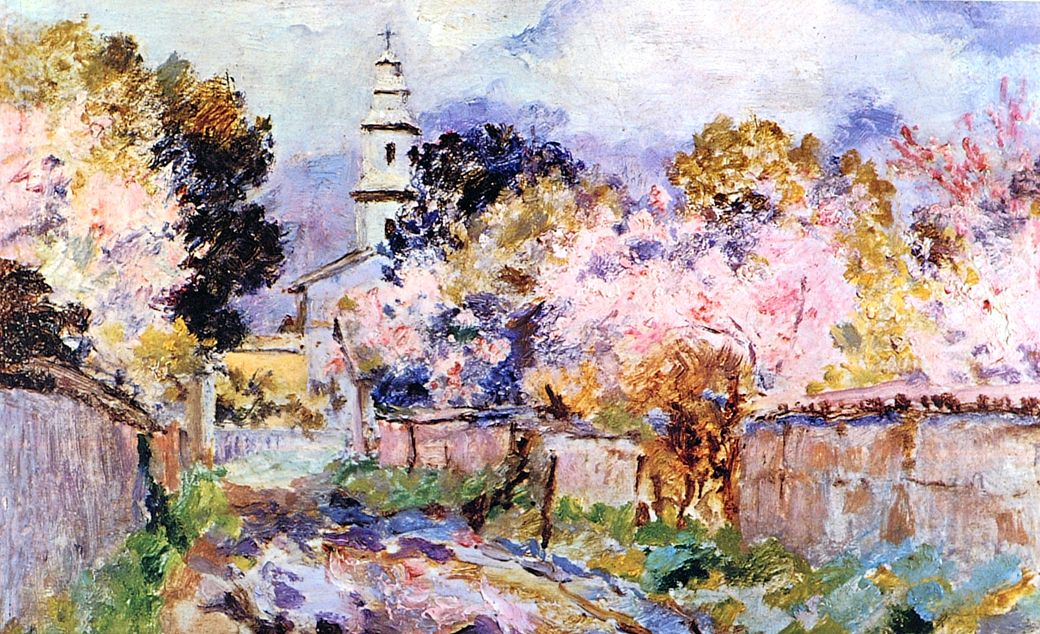
Juan Francisco González (Chili), Calle de Limache (« Rue de Limache », Musée national des Beaux-Arts).
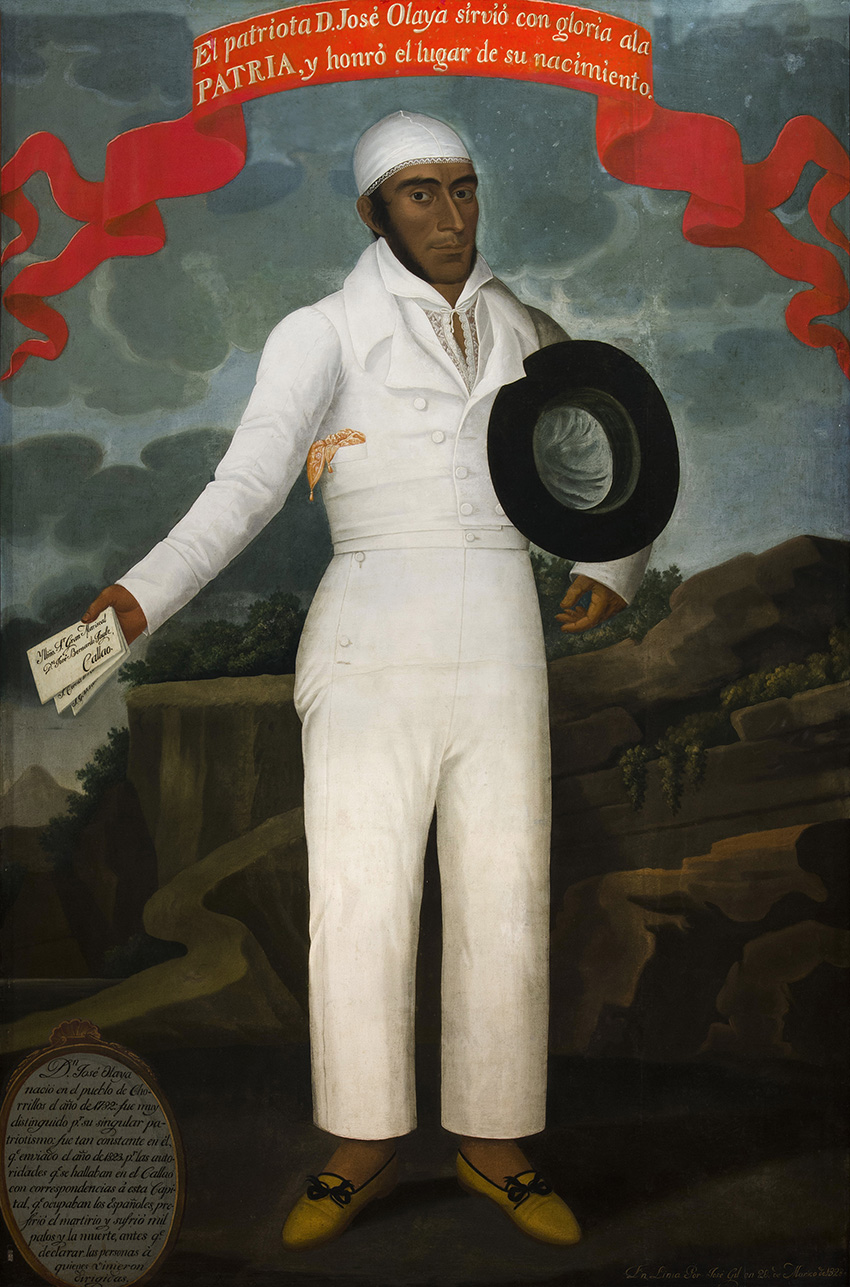
José Gil de Castro (es) (Pérou), José Olaya (Portrait de José Olaya (es), 1828, Museo Nacional de Arqueología, Antropología e Historia del Perú).
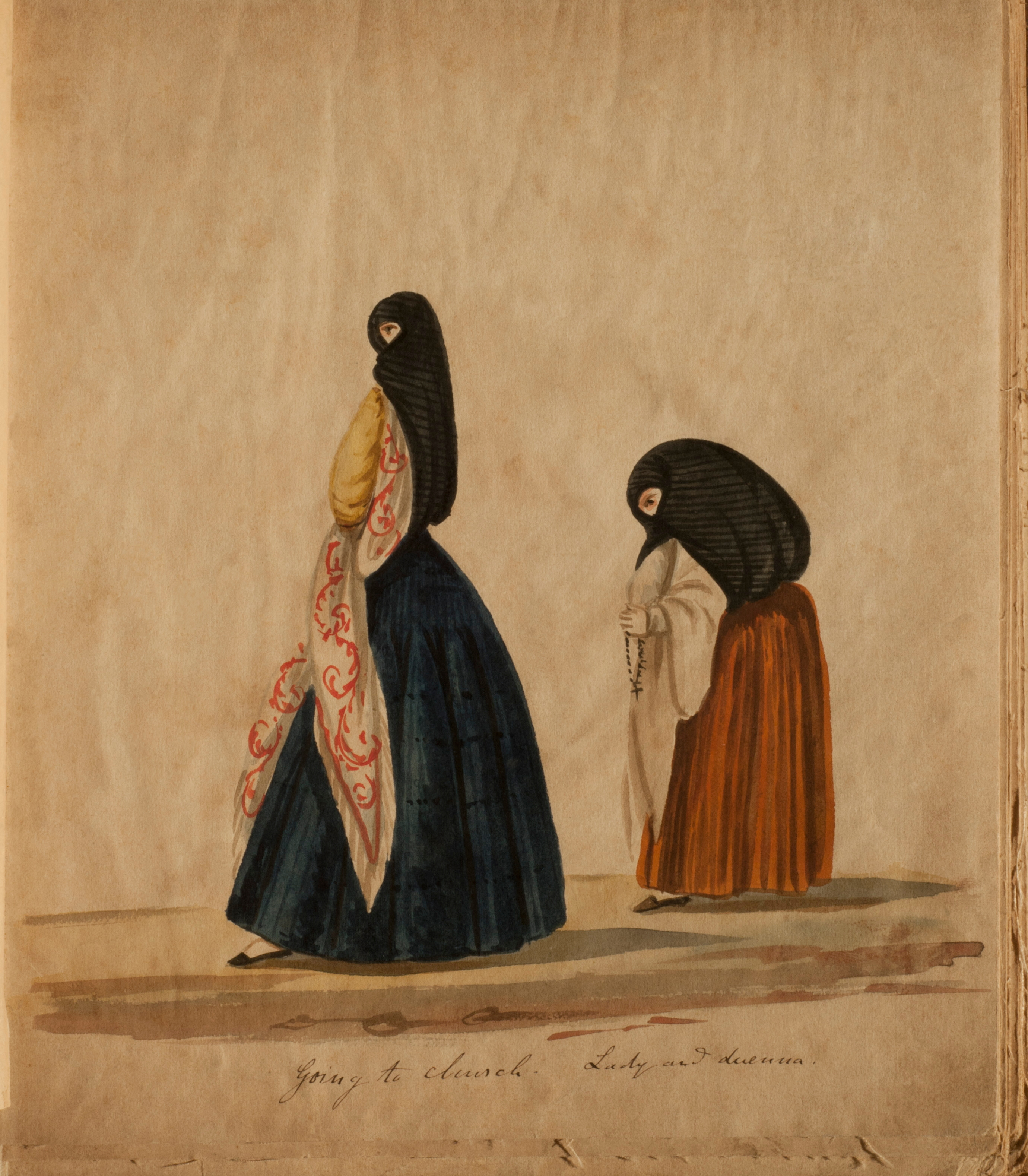
Pancho Fierro (es), artiste afro-péruvien, Going to church - Lady and duenna (« En allant à l'église - Dame et duègne », entre 1850 et 1860, Musée national des Beaux-Arts).
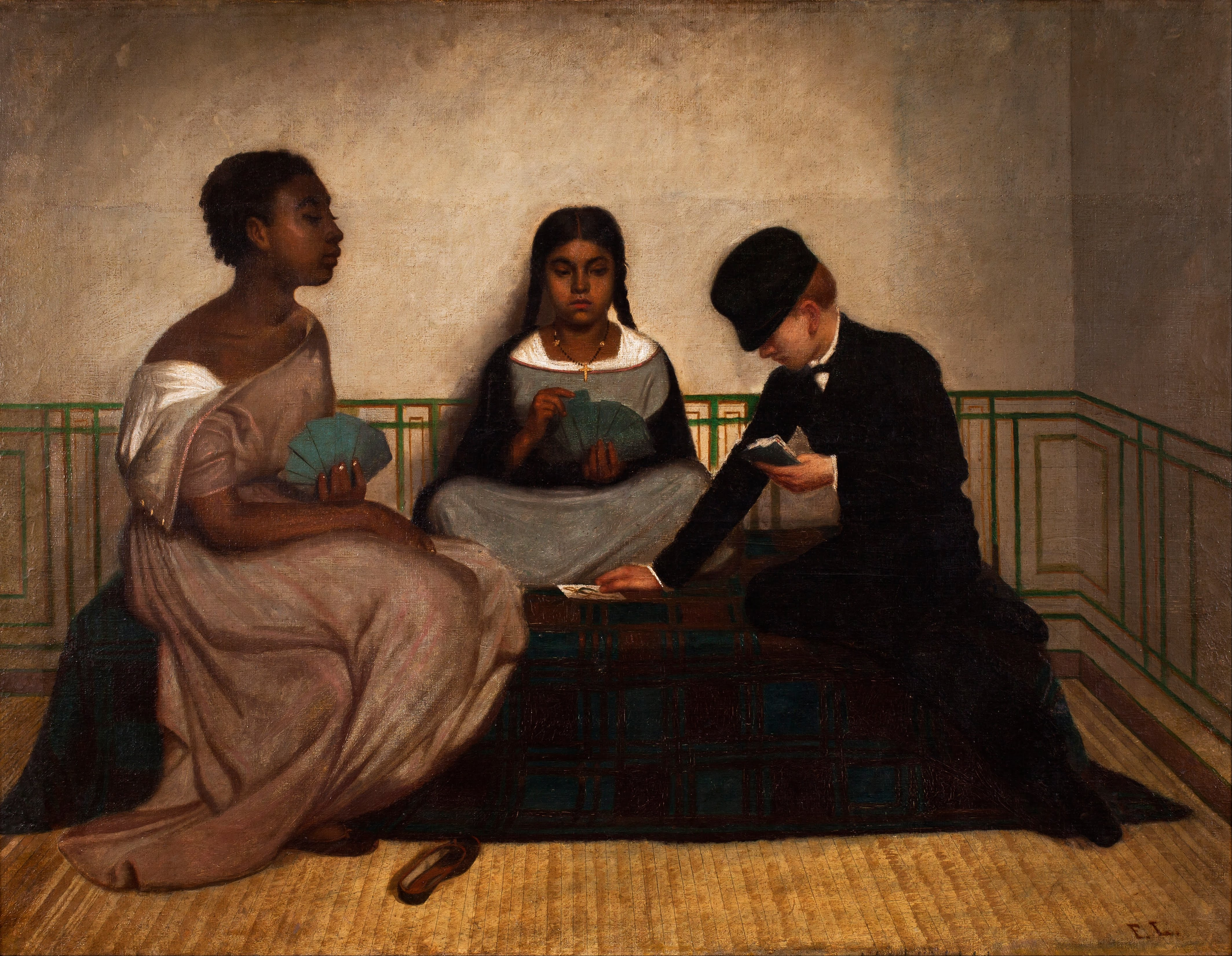
Francisco Laso (Pérou), The Three Races or, Equality before the Law (« Les trois races, ou l'égalité devant la loi », 1859, Museo de Arte de Lima (es)).
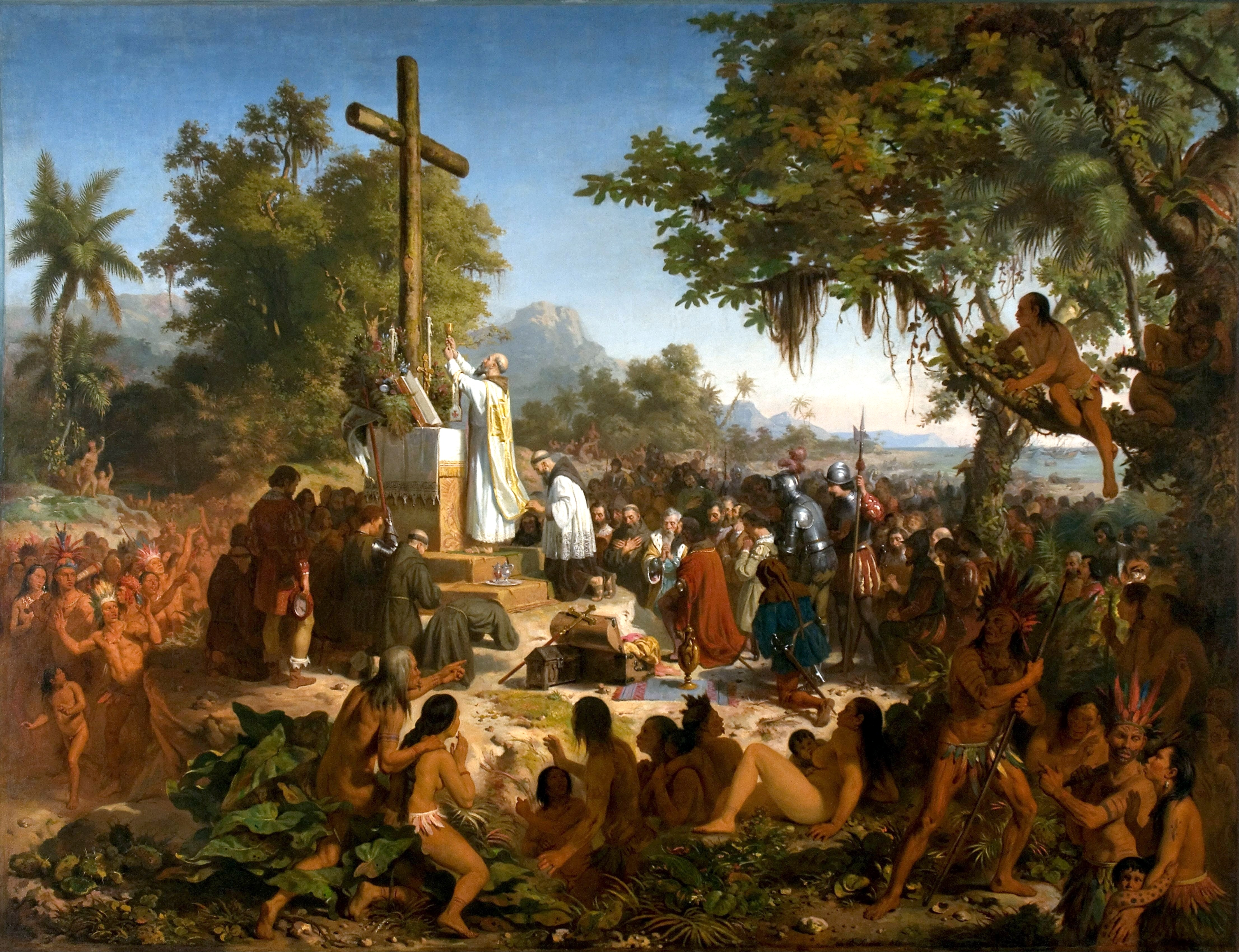
Victor Meirelles (Brésil), Primeira missa no Brazil (« Première messe au Brésil », 1861, Musée national des Beaux-Arts).
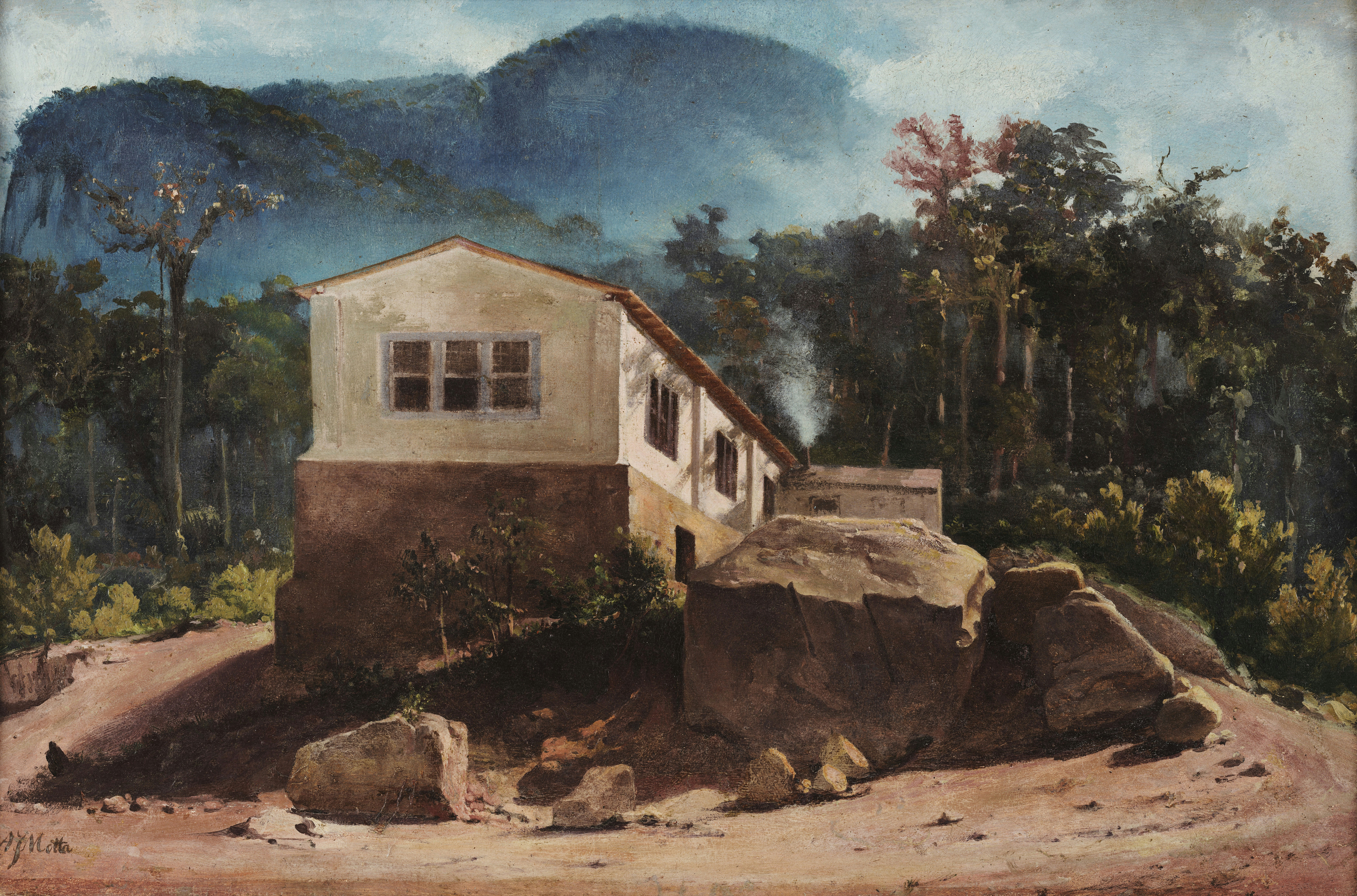
Agostinho José da Mota (Brésil), A fábrica do Barão de Capanema (« L'usine du Baron de Capanema », 1862, Musée national des Beaux-Arts).
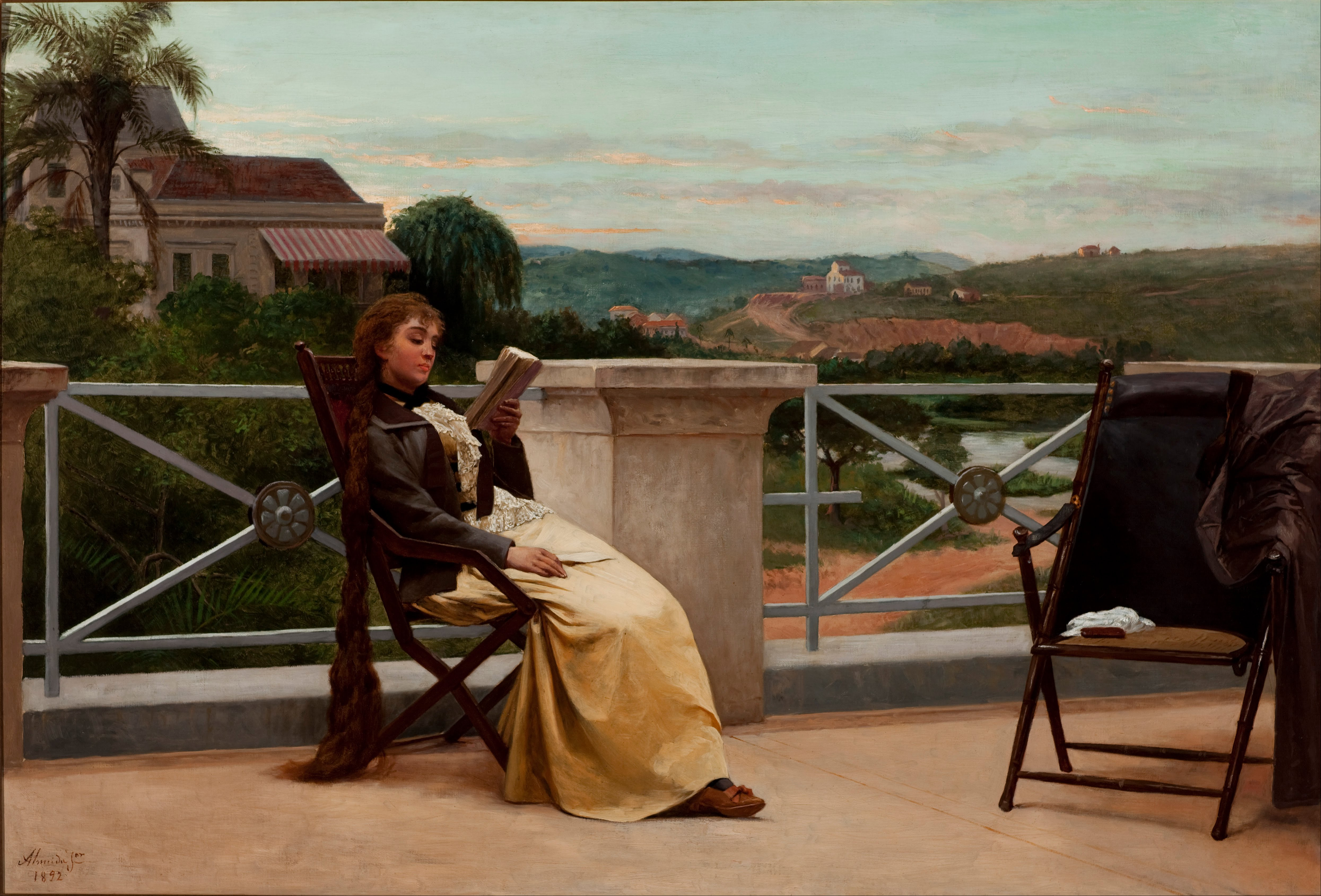
José Ferraz de Almeida Júnior (Brésil), Leitura (« Lecture », 1892, Pinacothèque de l'État de São Paulo).
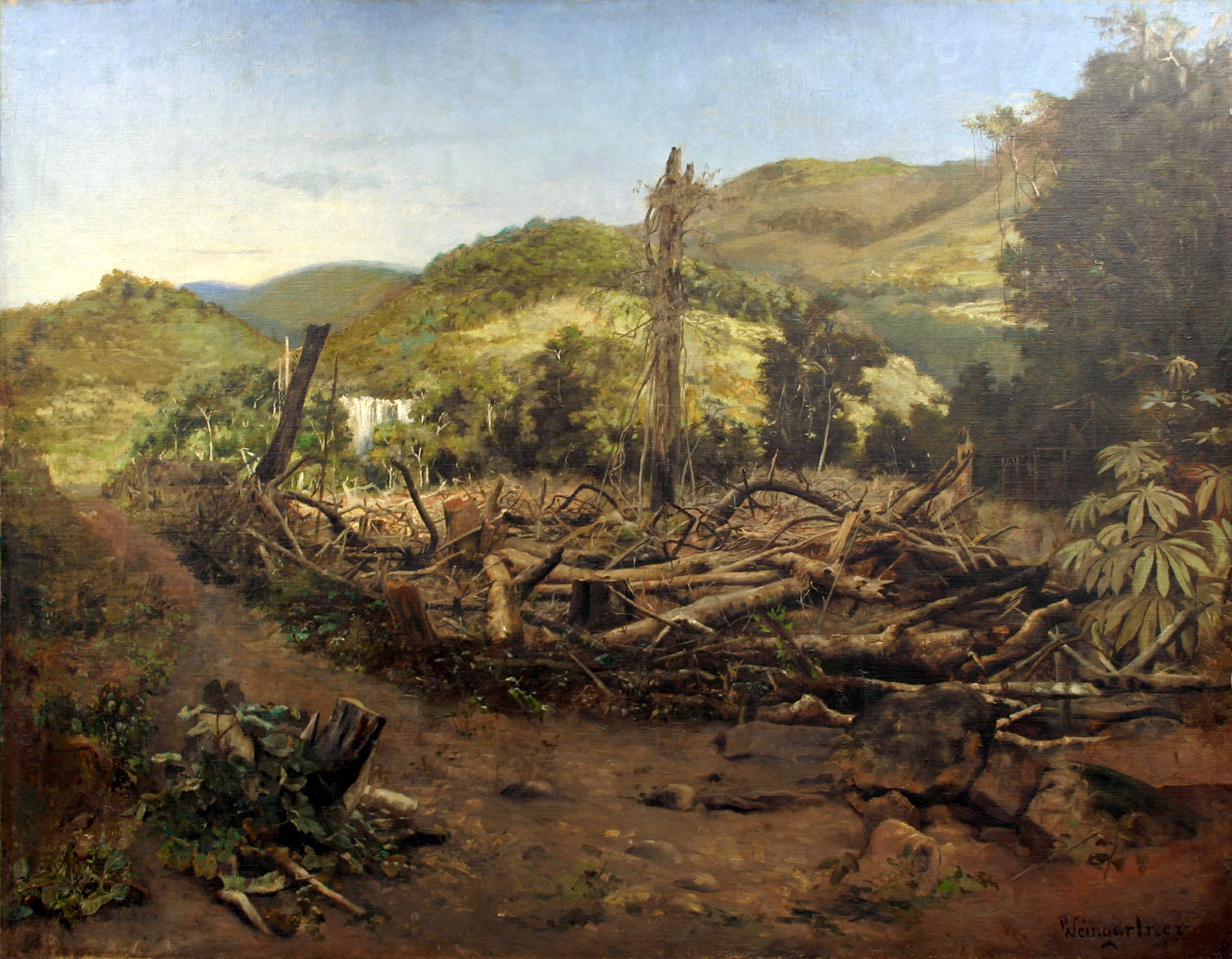
Pedro Weingärtner (Brésil), Aderrubada (« Chute d'arbres », 1894, Musée national des Beaux-Arts).
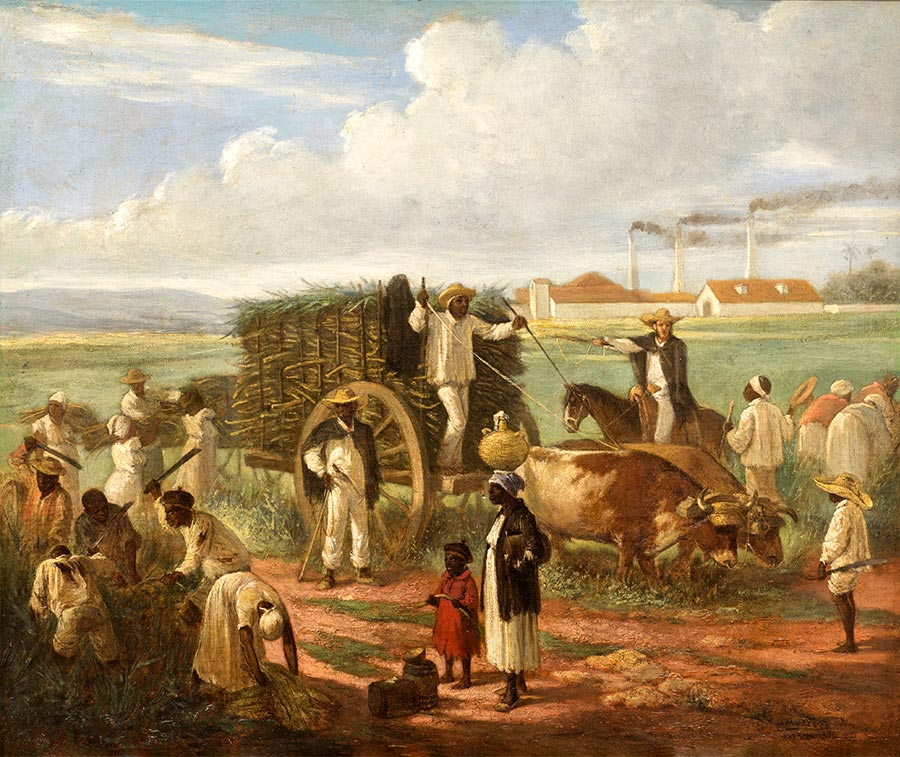
Víctor Patricio (Cuba), Corte de Cana (« Récolte de canne à sucre », 1874, Musée national des Beaux-Arts).
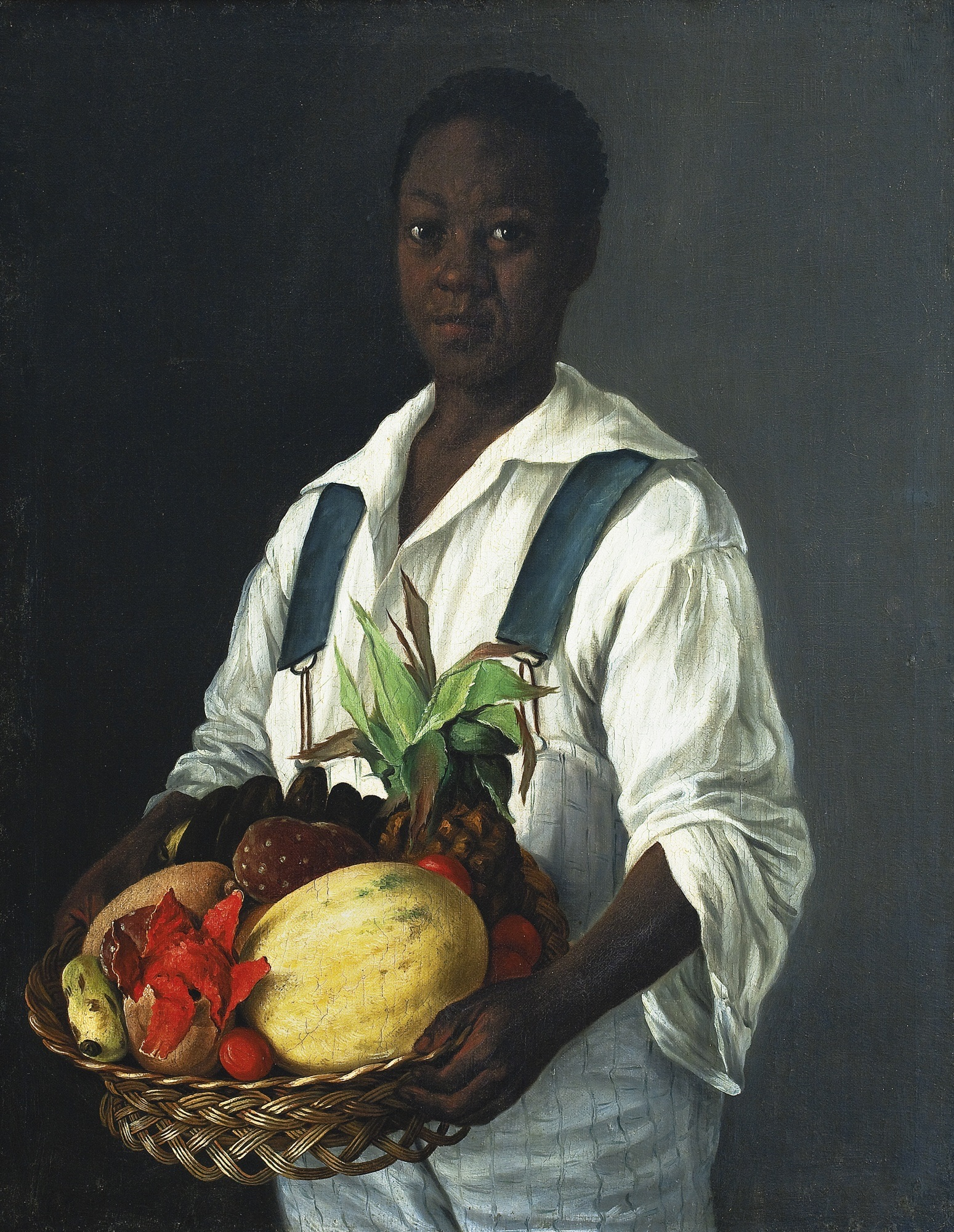
Agustín Arrieta (es), El Costeño (« L'habitant de la côte », coll. priv.).
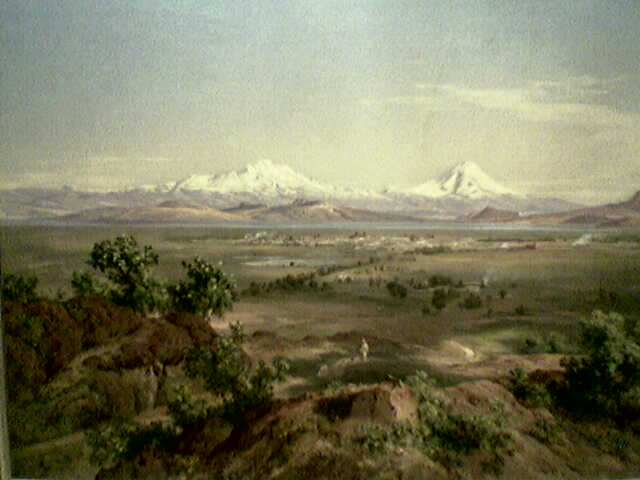
José María Velasco (Mexique), Valle de México (« Vallée du Mexique », coll. priv.).

## Vingtième siècle

### Modernisme

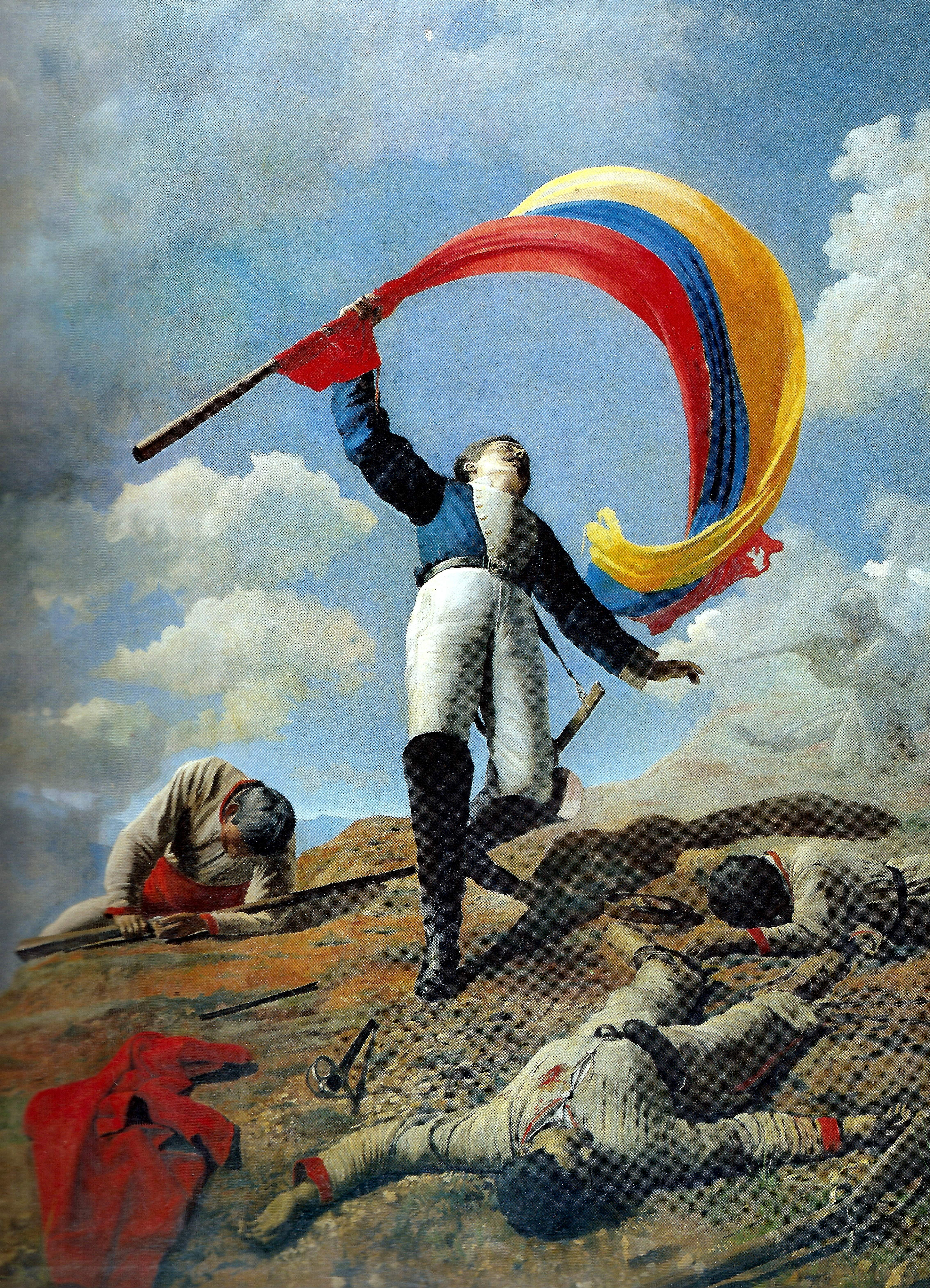
Cristóbal Rojas, La Muerte de Girardot en Bárbula (1883, Museo Bolivariano).

Le modernisme est un mouvement artistique occidental caractérisé par le rejet des styles classiques traditionnels. Ce mouvement occupe une position ambivalente dans l'art latino-américain. Tous les pays n'ont pas développé des centres urbains modernisés en même temps, de sorte que l'apparition du modernisme en Amérique latine est difficile à dater. Si le modernisme a été accueilli par certains, d'autres l'ont rejeté. De manière générale, les pays du Cône Sud étaient plus ouverts aux influences étrangères, tandis que les pays à forte présence indigène comme le Mexique, le Pérou, l'Équateur et la Bolivie étaient résistants à la culture européenne.
La Semaine d'art moderne, un festival qui s'est déroulé à São Paulo, au Brésil, en 1922, et qui a marqué le début du mouvement moderniste brésilien, a été un événement décisif pour le modernisme — et pour l'art en général — dans la région. « Bien qu'un certain nombre d'artistes brésiliens aient réalisé des travaux modernistes avant la Semaine, celle-ci a permis de rassembler et de définir le mouvement et de le présenter à la société brésilienne dans son ensemble. »

### Mouvement constructiviste

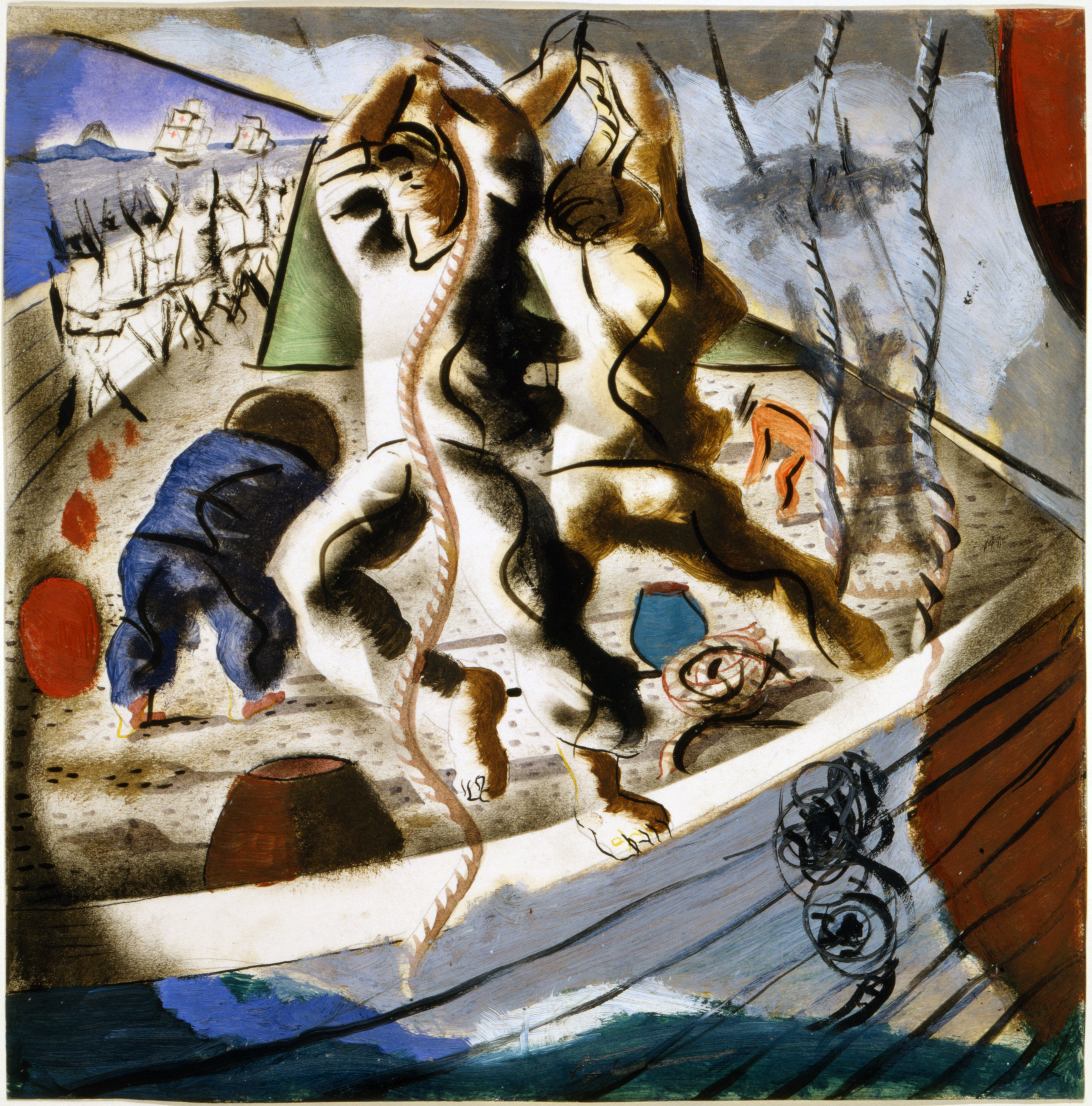
Candido Portinari, étude pour la fresque Discovery of the Land (1941, Bibliothèque du Congrès.

En général, l'eurocentrisme artistique associé à la période coloniale a commencé à s'estomper au début du XXe siècle, lorsque les Latino-américains ont commencé à reconnaître leur identité unique et à suivre leur propre voie. À partir de cette époque, l'art de l'Amérique latine a été fortement inspiré par le constructivisme, qui s'est rapidement propagé de la Russie à l'Europe, puis à l'Amérique latine. Joaquín Torres García et Manuel Rendón (es) ont été crédités d'avoir fait passer le mouvement constructiviste de l'Europe à l'Amérique latine.
Après une longue et fructueuse carrière en Europe et aux États-Unis, Joaquín Torres-García est retourné en 1934 dans son pays natal, l'Uruguay, où il a fortement encouragé le constructivisme. Attirant un cercle de pairs expérimentés et de jeunes artistes comme suiveurs à Montevideo, il a fondé en 1935 l'Asociación de Arte Constructivo, qui est devenue un centre d'art et un espace d'exposition pour son cercle. Le lieu a été fermé en 1940 en raison d'un manque de financement. En 1943, il ouvre l'Atelier Torres-García, un atelier et centre de formation qui fonctionne jusqu'en 1962.

### Muralisme

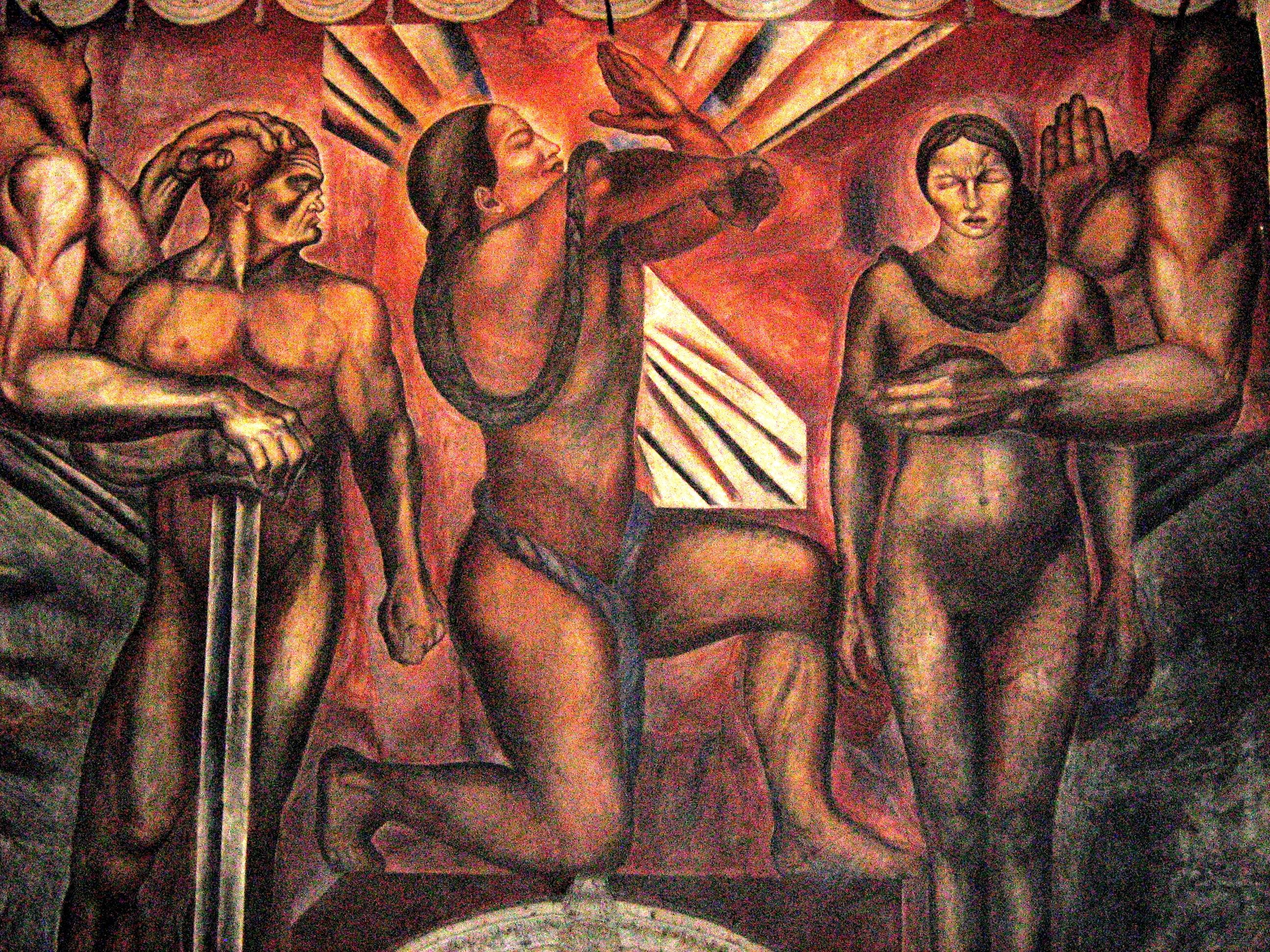
José Clemente Orozco, fresque Omniciencia (1925, sur le mur de la Casa de los Azulejos, au Mexique).

Le muralisme (muralismo) est un important mouvement artistique né en Amérique latine. Il est principalement représenté par le mouvement mexicain du muralisme de Diego Rivera, David Alfaro Siqueiros, José Clemente Orozco et Rufino Tamayo. Au Chili, José Venturelli et Pedro Nel Gómez étaient des muralistes influents. Santiago Martínez Delgado (es) s'est fait le champion du muralisme en Colombie, tout comme Gabriel Bracho (es) au Venezuela. En République dominicaine, l'exilé espagnol José Vela Zanetti (en) était un muraliste prolifique, qui a peint plus de 100 peintures murales dans le pays. L'artiste équatorien Oswaldo Guayasamín (un étudiant d'Orozco), le Brésilien Candido Portinari et le Bolivien Miguel Alandia Pantoja (es) sont également remarquables. Certaines des œuvres les plus impressionnantes de muralista se trouvent au Mexique, en Colombie, à New York, à San Francisco, à Los Angeles, à Chicago et à Philadelphie. Le muralisme mexicain « jouissait d'un prestige et d'une influence dans d'autres pays qu'aucun autre mouvement artistique américain n'avait jamais connus », et les artistes d'Amérique latine ont trouvé dans le muralisme une forme d'art particulière qui leur permettait de s'exprimer politiquement et culturellement, en se concentrant souvent sur des questions de justice sociale liées à leurs racines autochtones.

### Generación de la Ruptura

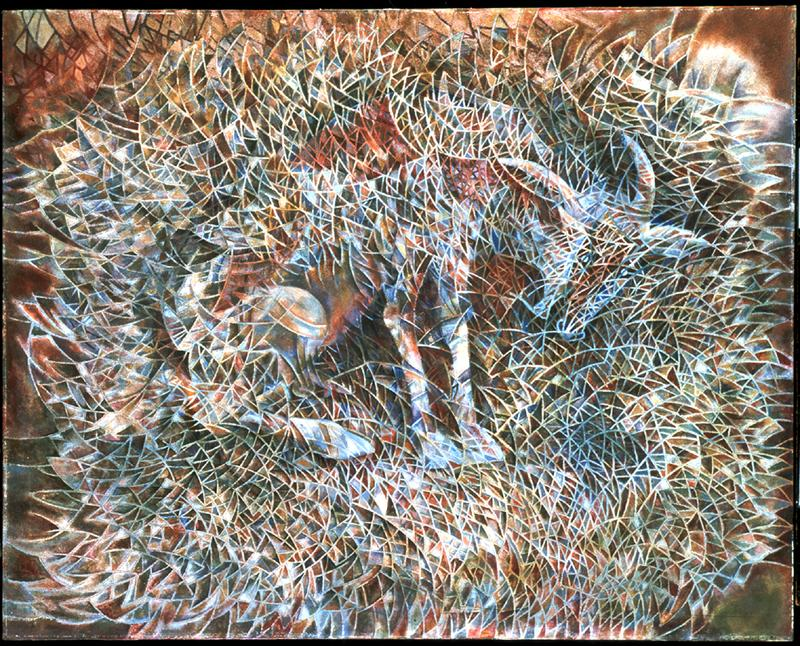
Francisco Toledo, Chivo (2005).

La Generación de la Ruptura (en) (« génération de la rupture » - parfois abrégée en Ruptura) est le nom donné à un mouvement artistique au Mexique dans les années 1960, dans lequel de jeunes artistes se sont détachés du style national établi du muralismo. Né du désir des jeunes artistes de jouir d'une plus grande liberté de style dans l'art, ce mouvement est marqué par des styles expressionnistes et figuratifs. On attribue à l'artiste mexicain José Luis Cuevas l'initiation de ce mouvement. En 1958, Cuevas a publié un article intitulé « La Cortina del Nopal » (« Le rideau de cactus »), qui condamnait le muralisme mexicain comme étant trop politique, le qualifiant de « journalisme et harangue bon marché » plutôt que d'art. Parmi les artistes représentatifs, on compte José Luis Cuevas, Alberto Gironella (es) et Rafael Coronel (es).

### Nueva Presencia

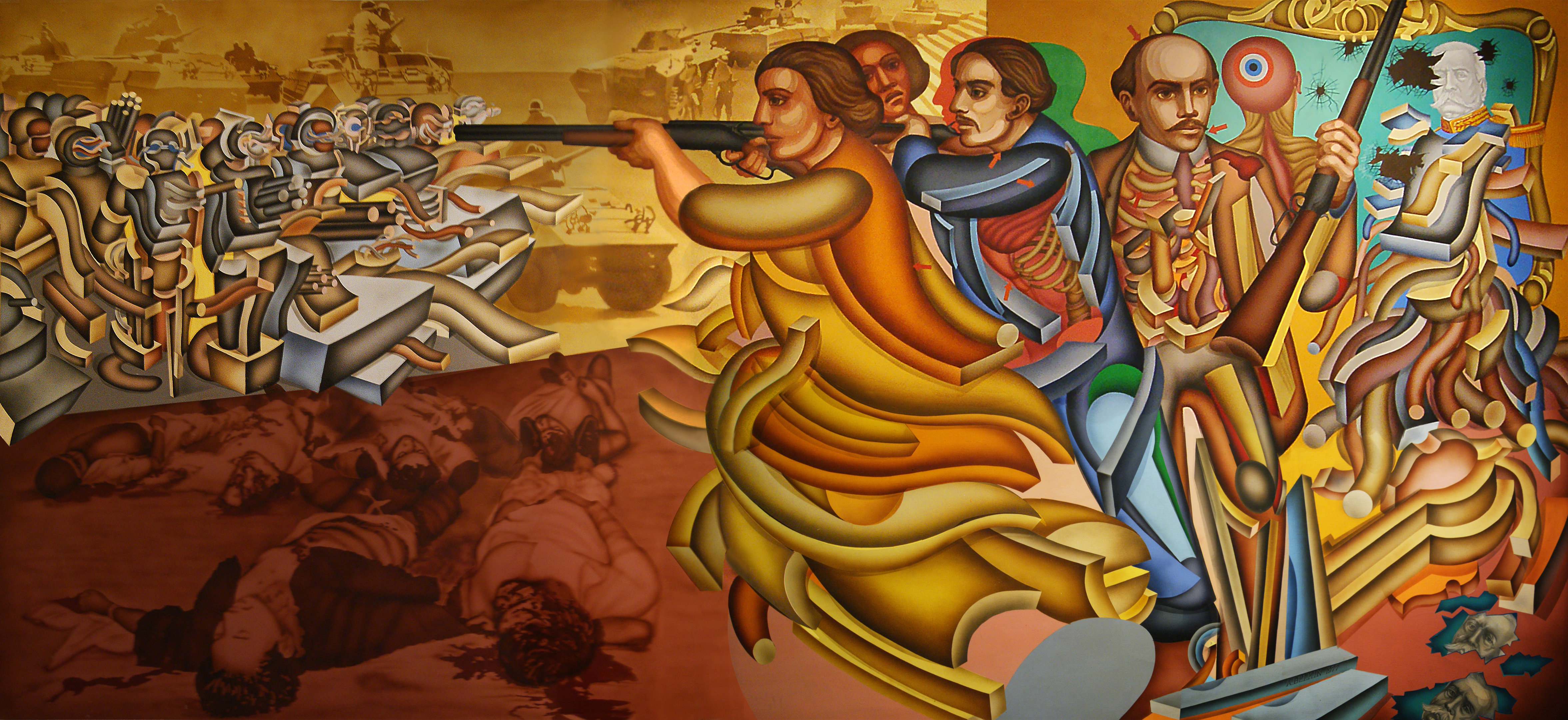
Arnold Belkin, La lucha continúa (1977, sur un mur du Museo de la Revolución « Casa de los Hermanos Serdán », Puebla, Mexique).

Nueva Presencia (en) (« nouvelle présence ») est un groupe d'artistes fondé par le Canadien Arnold Belkin et le Mexicain Francisco Icaza (en) au début des années 1960. En réponse aux atrocités de la Seconde Guerre mondiale telles que l'Holocauste et la bombe atomique, les artistes de Nueva Presencia partageaient un rejet anti-esthétique des tendances contemporaines de l'art et estimaient que l'artiste avait une responsabilité sociale. Leurs convictions ont été exposées dans le manifeste de Nueva Presencia, qui a été publié dans le premier numéro de la revue d'affiches du même nom. « Personne, et surtout pas l'artiste, n'a le droit d'être indifférent à l'ordre social. » Parmi les membres du groupe figuraient Francisco Corzas (en) (né en 1936), Emilio Ortiz (d) (né en 1936), Leonel Góngora (es) (1932-1999), Artemio Sepúlveda (né en 1936), José Muñoz, Francisco Corzas (es) (1936-1983) et le photographe Nacho López (es).

### Surréalisme

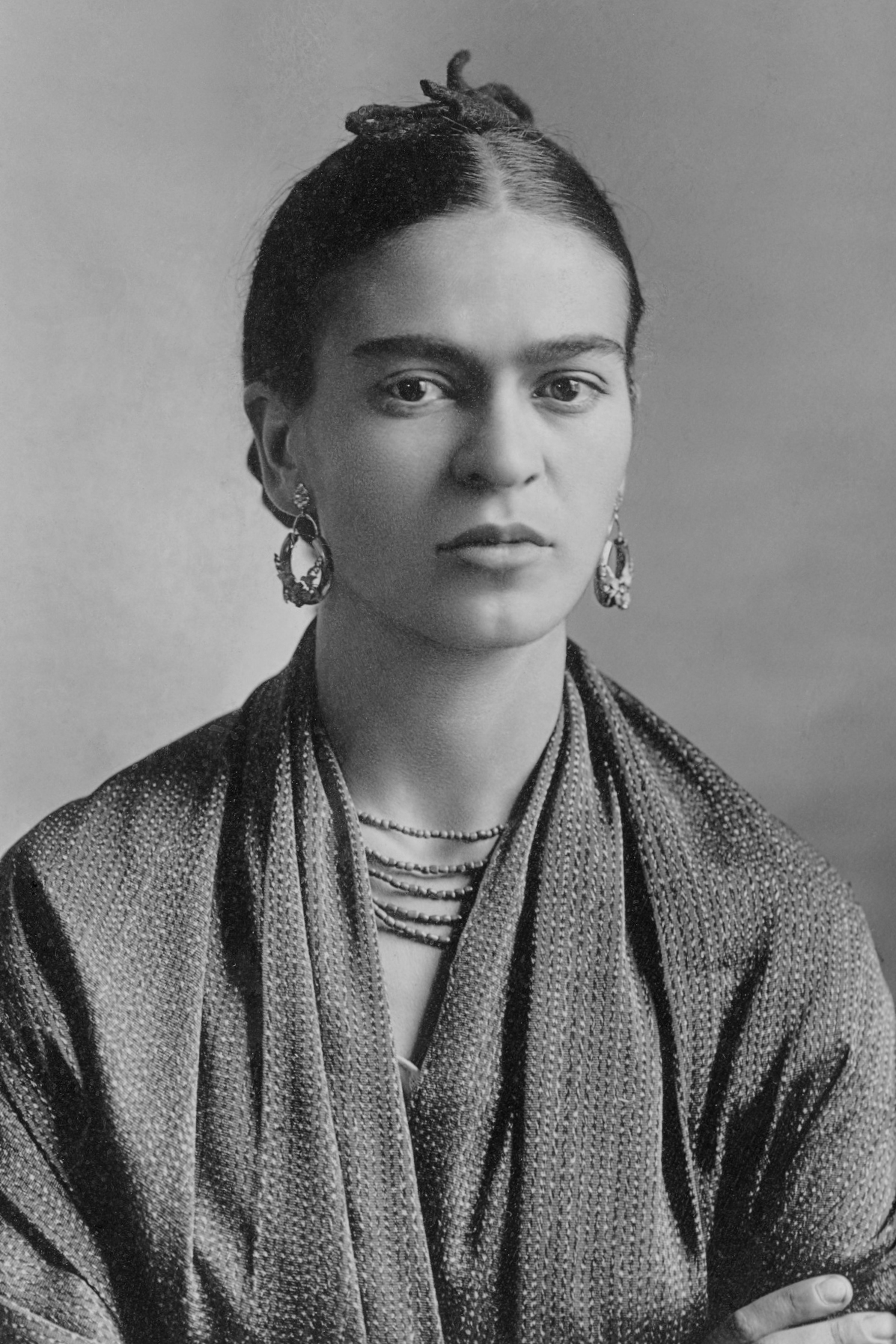
Frida Kahlo en 1932.

Le poète français et fondateur du surréalisme, André Breton, après avoir visité le Mexique en 1938, l'a proclamé « le pays surréaliste par excellence ». Le surréalisme, un mouvement artistique né dans l'Europe de l'entre-deux-guerres, a fortement influencé l'art de l'Amérique latine. C'est là que la culture métisse, héritage de la conquête européenne sur les peuples indigènes, incarne la contradiction, valeur centrale du surréalisme.
La célèbre peintre mexicaine Frida Kahlo a peint des autoportraits et des représentations de la culture traditionnelle mexicaine dans un style qui combine réalisme, symbolisme et surréalisme. Cependant, Kahlo ne s'est jamais associé à ce mouvement déclarant : « Ils pensaient que j'étais surréaliste, mais je ne l'étais pas. Je n'ai jamais peint de rêves. J'ai peint ma propre réalité. » Les œuvres de Kahlo sont les peintures vendues au prix le plus élevé de toutes les peintures latino-américaines, et les deuxièmes pour une femme. Parmi les autres femmes surréalistes mexicaines, on peut citer Leonora Carrington (une Britannique qui s'est installée au Mexique) et Remedios Varo (une Espagnole exilée). L'artiste mexicain Alberto Gironella (es), les artistes chiliens Roberto Matta, Mario Carreño Morales et Nemesio Antúnez (es), l'artiste cubain Wifredo Lam et l'artiste argentin Roberto Aizenberg ont également été classés parmi les surréalistes.

### Art contemporain

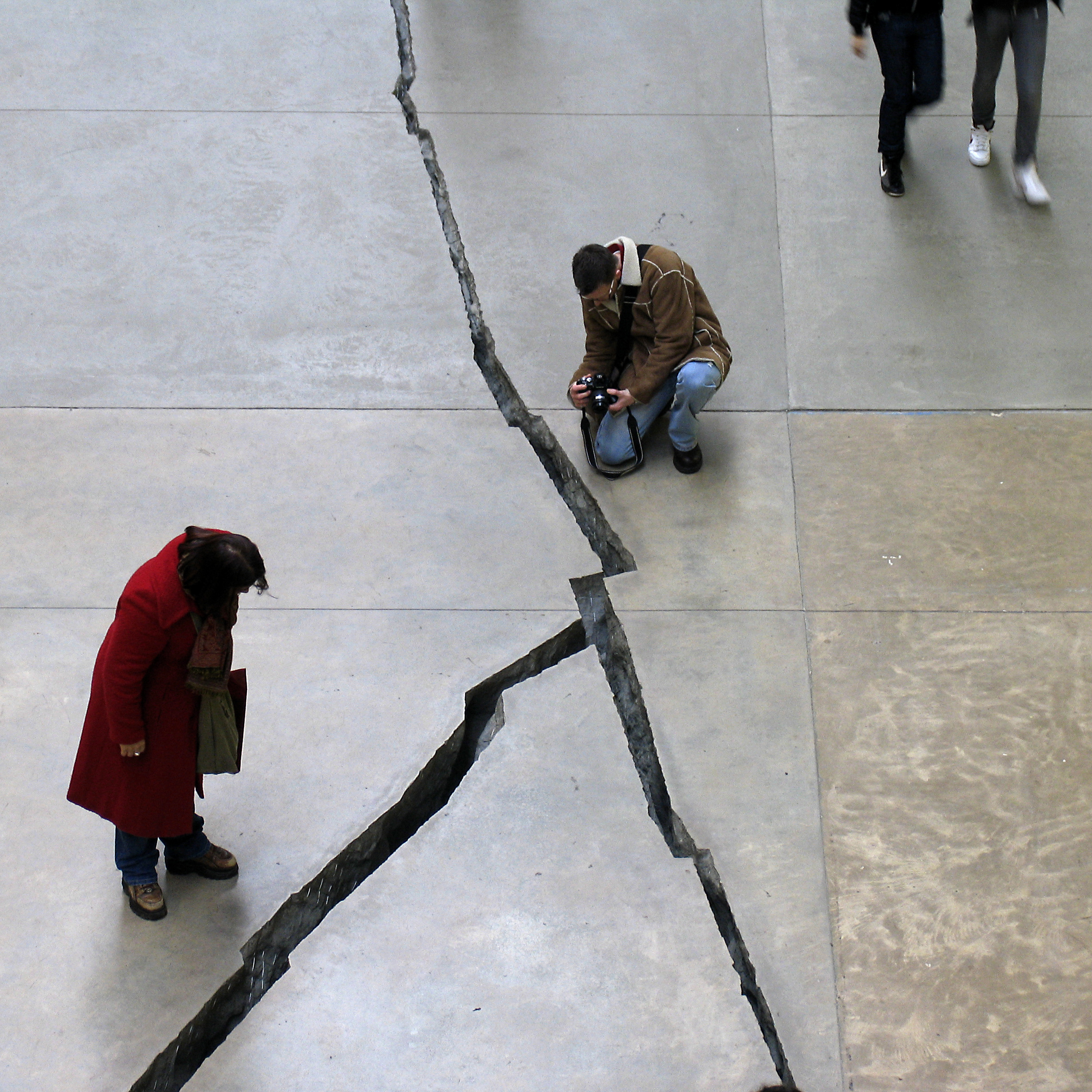
Doris Salcedo, Shibboleth, installation au Tate Modern en 2007.

Depuis les années 1970 environ, des artistes de toute l'Amérique latine ont apporté une contribution importante à l'art contemporain international, des sculpteurs conceptuels comme Doris Salcedo (de Colombie) et Daniel Lind-Ramos (en) (de Porto Rico), aux peintres comme Myrna Báez (en) (de Porto Rico), aux artistes travaillant dans des médias comme la photographie, comme Vik Muniz (du Brésil).
L'indigénisme occupe une place importante dans l'art contemporain latinoaméricain, et notamment bolivien, avec la création du groupe Generación del 52 (Génération de 52), en référence à la Révolution bolivienne de 1952, qui a intégré l'indigénisme dans l'hégémonique débat sociopolitique bolivien, avec des artistes tels que María Luisa Pacheco, qui aura une grande influence sur l'art de son pays et de son continent.

## Styles et tendances

### Figuration
Les styles artistiques classiques européens ont laissé une impression durable sur l'art d'Amérique latine. Au XXe siècle, de nombreux artistes latino-américains ont continué à être formés dans le style traditionnel du XIXe siècle, ce qui a eu pour effet de maintenir l'accent sur le travail figuratif. En raison de la grande portée de la figuration, le travail s'étend souvent sur un certain nombre de styles différents tels que le réalisme, le pop art, l'expressionnisme et le surréalisme, pour n'en citer que quelques-uns. Bien que ces artistes soient confrontés à des questions allant de l'intime au politique, beaucoup ont un intérêt commun pour les questions indigènes et l'héritage de l'impérialisme culturel européen.
Un mouvement consacré à la figuration a été Otra Figuración (en) (« autre figuration »), un groupe d'artistes et une commune argentins fondés en 1961 et dissous en 1966. Ses membres, Rómulo Macció (en), Ernesto Deira (en), Jorge de la Vega (en) et Luis Felipe Noé (en), vivaient ensemble et partageaient un atelier à Buenos Aires. Les artistes de l'’Otra Figuración travaillaient dans un style expressionniste figuratif abstrait, avec des couleurs vives et des collages. Bien que l’Otra Figuración soit contemporain de Nueva Presencia (en), il n'y a pas eu de contact direct entre les deux groupes. Les personnes parfois associées au groupe sont Raquel Forner, Antonio Berni, Alberto Heredia (es) et Antonio Seguí.

### Parodie et critique socio-politique

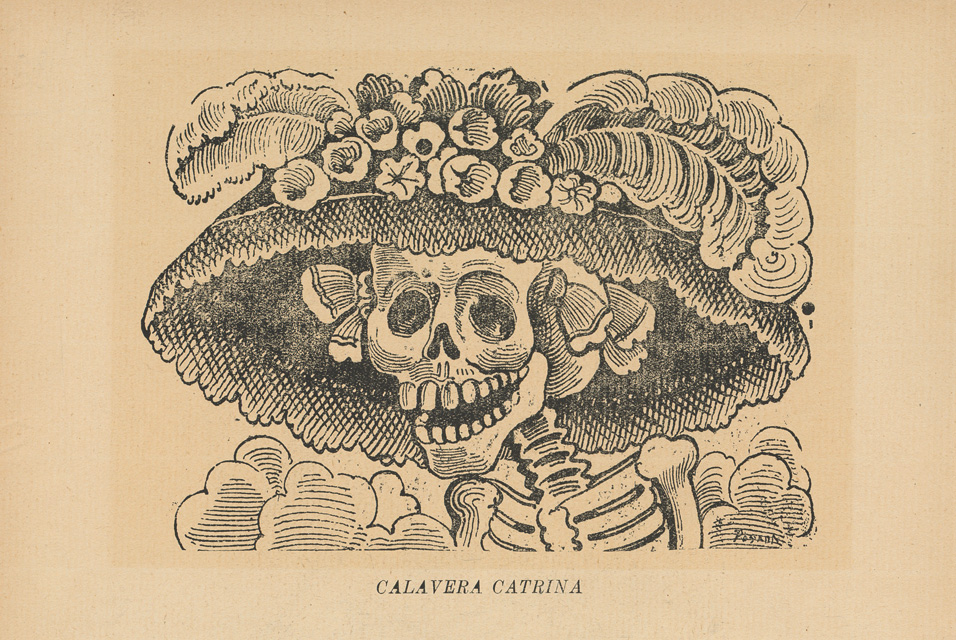
José Guadalupe Posada, La Calavera Garbancera, gravure de ce qui deviendra un symbole connu internationalement : La Catrina.

L'art en Amérique latine a souvent été utilisé comme un moyen de critique sociale et politique. Le graphiste mexicain José Guadalupe Posada a dessiné des images dures des élites mexicaines comme des squelettes, des calaveras. Cela a été fait avant la révolution mexicaine, ce qui a fortement influencé les artistes ultérieurs, comme Diego Rivera. Une pratique courante parmi les artistes figuratifs latino-américains consiste à parodier les peintures de vieux maîtres, en particulier celles de la cour espagnole produites par Diego Velázquez au XVIIe siècle. Ces parodies ont un double objectif : se référer à l'histoire artistique et culturelle de l'Amérique latine et critiquer l'héritage de l'impérialisme culturel européen dans les nations latino-américaines. Les artistes Fernando Botero, Herman Braun-Vega et Alberto Gironella (es) ont fréquemment utilisé cette technique.
L'artiste figuratif colombien Fernando Botero, dont l'œuvre présente des figures « bouffies » uniques dans diverses situations, abordant les thèmes du pouvoir, de la guerre et des questions sociales, a utilisé cette technique pour établir des parallèles entre les organes de gouvernement actuels et la monarchie espagnole. Son tableau de 1967, La famille présidentielle, en est un exemple précoce. Ce tableau, qui fait écho au tableau Les Ménines, peint par Diego Velázquez à la cour d'Espagne en 1656, contient un autoportrait de Botero debout derrière une grande toile. L'épaisse famille présidentielle bouffie, parée de parures à la mode et regardant fixement la toile, semble socialement supérieure, attirant l'attention sur les inégalités sociales. Selon Botero, ses figures bouffies ne sont cependant pas censées être satiriques : « La déformation que vous voyez est le résultat de mon implication dans la peinture. Les volumes monumentaux et, à mes yeux, sensuellement provocateurs, en découlent. Qu'ils paraissent gros ou non ne m'intéresse pas. Cela n'a guère de sens pour ma peinture. Mon souci est la plénitude formelle, l'abondance. Et c'est quelque chose d'entièrement différent. »
Il a aussi peint une série de toiles puissantes, qui sont basées sur des photos de torture de prisonniers irakiens par l'armée américaine à la prison d'Abou Ghraib.
Chez le peintre péruvien Herman Braun-Vega, l'appropriation d'œuvres des grands maîtres de la peinture est quasiment systématique à partir des années 1970. Les personnages qu'il emprunte à l'iconographie de la peinture européenne sont souvent confrontés à la situation sociale et politique de l'Amérique latine. Dans son tableau La leçon... à la campagne (Rembrandt) de 1984, il reprend la scène du tableau La leçon d'anatomie du Docteur Tulp de Rembrandt, la transportant en extérieur à la campagne et substituant à certains personnages du tableau d'origine, des personnages contemporains latino-américains qui renvoient à la situation sociale et politique de l'Amérique du sud comme le confirment les textes des transferts de coupures de presse du journal Le Monde qui structurent à la manière cubiste les pieds du cadavre. En 1987, dans son tableau Double éclairage sur Occident (Vélasquez et Picasso), il transforme Les Ménines de Vélasquez en critique du pouvoir de l'Église en remplaçant dans le miroir du fond de la pièce, le couple royal par le pape Jean-Paul II recevant Kurt Waldheim au Vatican. Parmi de nombreux autres exemples, on peut encore citer le tableau Los caprichos del F.M.I. (Goya) de 2003 où Les Vieilles et quelques gravures de Los caprichos de Goya sont convoquées pour critiquer les donneurs de leçon du Fonds Monétaire International.
Le peintre et collagiste mexicain Alberto Gironella (es), dont le style mélange des éléments du surréalisme et du pop art, a également produit des parodies de peintures officielles de la cour espagnole. Il a réalisé des dizaines de versions de La Reine Marianne d'Autriche de Velásquez à partir de 1652. Les parodies de Gironella critiquent la domination espagnole au Mexique en y incorporant des images subversives : La Reina de los Yugos (« la Reine des jougs », 1975-81, adaptation du tableau de Velásquez) représente Marianne avec une jupe faite de jougs de bœuf renversés, ce qui signifie à la fois la domination espagnole sur les peuples indigènes du Mexique et la subversion de la domination espagnole par ces peuples. Les jougs sont rendus inutiles par le fait qu'ils sont retournés. « [Gironella] se caractérisait par l'utilisation de certaines boîtes de conserve espagnoles (sardines, moules, etc.) dans ses œuvres, et par des capsules de bouteilles de soda clouées ou collées sur le bord de ses tableaux. »[réf. nécessaire]
Les peintures, gravures, installations, collages et animations numériques de l'artiste cubaine Sandra Ramos abordent souvent des sujets tabous dans la société cubaine contemporaine tels que le racisme, les migrations de masse, le communisme et les injustices sociales dans la société cubaine contemporaine,.

## Photographie

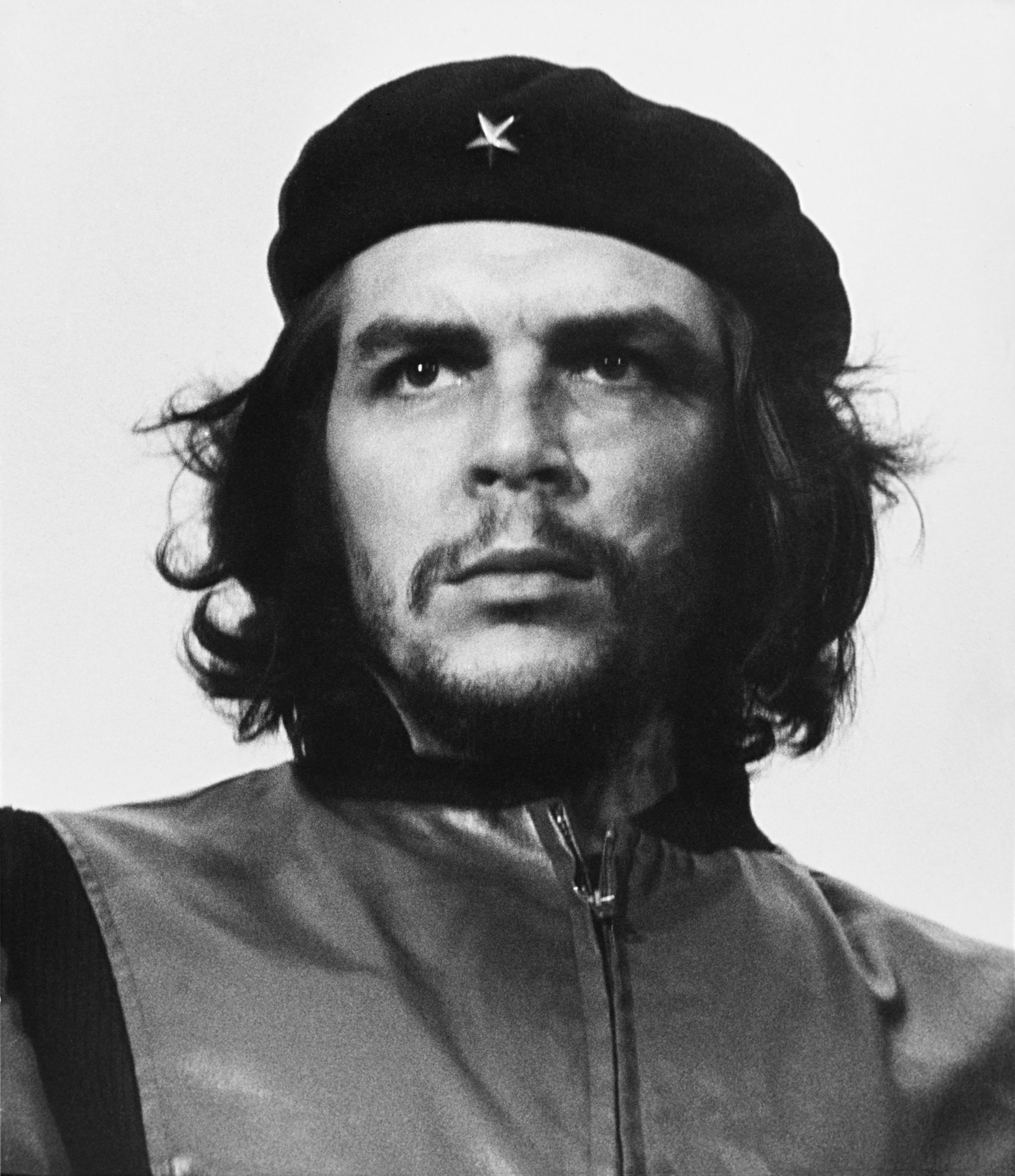
Guerrillero Heroico, photographie du Che Guevara par le photographe cubain Alberto Korda (en 1960).

Les photographes ont capturé sur pellicule les peuples indigènes ainsi que des types sociaux distincts, comme les gauchos d'Argentine. Un certain nombre de Latino-Américains ont apporté une contribution importante à la photographie moderne. Guy Veloso et José Bassit (d) photographient la religiosité brésilienne. Guillermo Kahlo a photographié les bâtiments et les infrastructures coloniales mexicaines, comme le pont ferroviaire de Metlac. Agustín Casasola (en) a lui-même pris de nombreuses images de la révolution mexicaine et a constitué un vaste fonds d'archives de photos mexicaines. Parmi les autres photographes, citons le Péruvien indigène Martín Chambi, la Mexicaine Graciela Iturbide et le Cubain Alberto Korda, célèbre pour son image emblématique de Che Guevara. Mario Testino est un célèbre photographe de mode péruvien. La ressortissante guatémaltèque María Cristina Orive (en) a travaillé en Argentine avec Sara Facio. L'Équatorien Hugo Cifuentes a attiré l'attention et le Brésilien Sebastião Salgado a acqui une renommée internationale avec ses sujets écologistes et humanistes.

## Collections d'art latino-américain

### Principaux musées consacrés à l'art latino-américain
- En Amérique latine

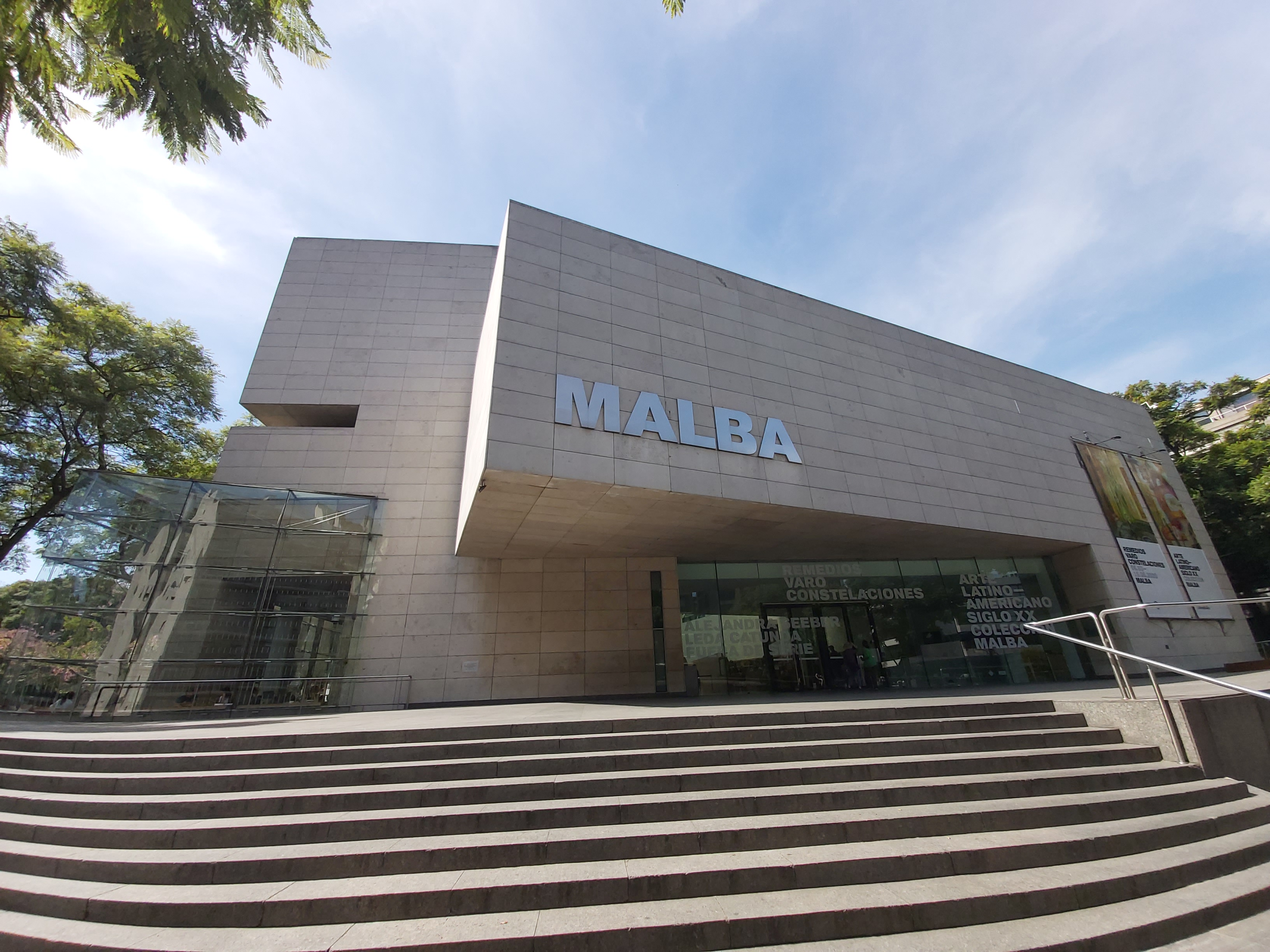
Façade du Musée d'art latino-américain de Buenos Aires, en Argentine.

  - Musée d'art latino-américain de Buenos Aires (Argentine)
  - Musée d'art contemporain latino-américain de La Plata (es) (Argentine)
- En Amérique du Nord
  - El Museo del Barrio, à New York (États-Unis)
  - Museum of Latin American Art (en), à Long Beach (États-Unis)
- En Europe
  - Musée de l'Amérique, à Madrid (Espagne)
  - Musée Ralli, à Marbella (Espagne)
- En Asie
  - Musée d'art latino-américain BIZEN (ja), à Bizen (Japon)

### Principaux autres musées possédant des collections d'art latino-américain
- En Amérique latine

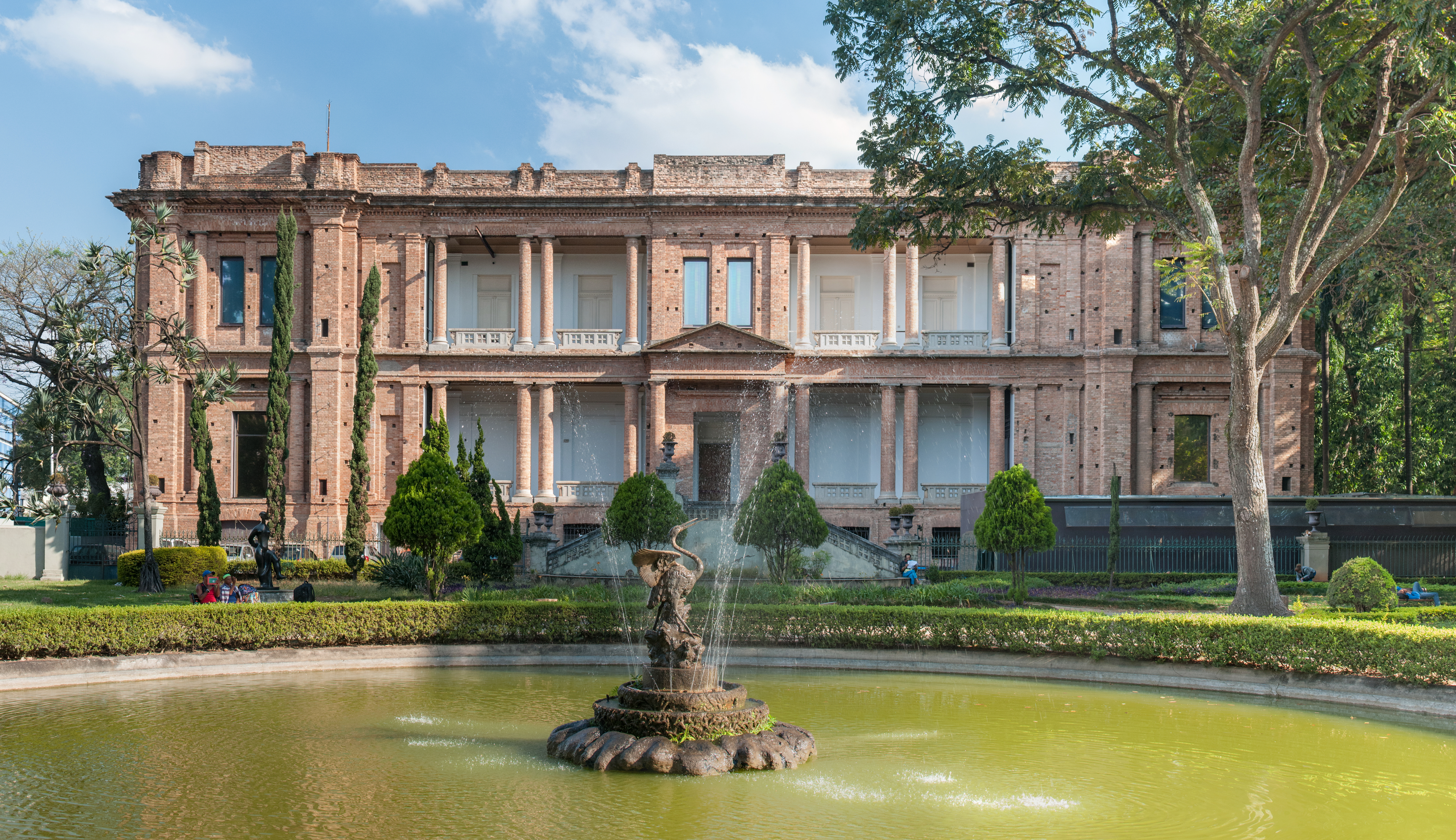
Pinacothèque de l'État de São Paulo, au Brésil.

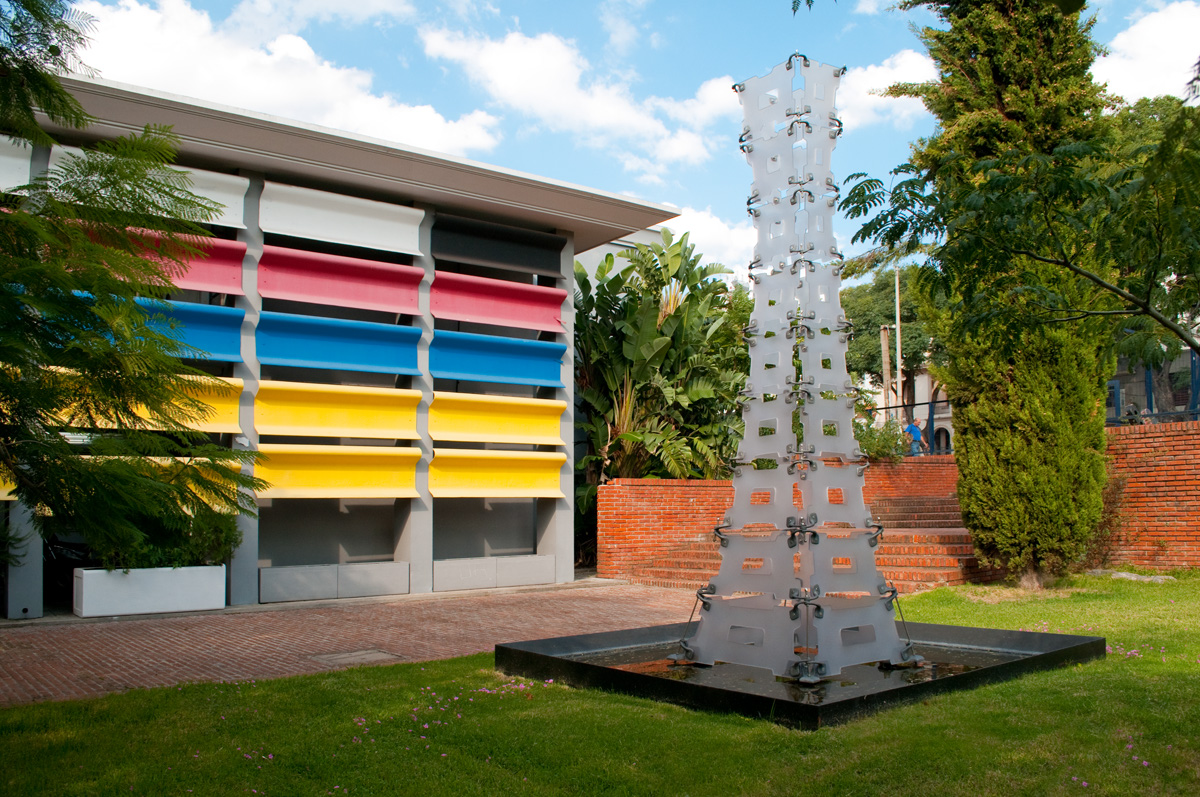
Museo Nacional de Artes Visuales, en Uruguay.

  - Musée national des Beaux-Arts, à Buenos Aires (Argentine)
  - Musée national des Beaux-Arts, à Rio de Janeiro (Brésil)
  - Pinacothèque de l'État de São Paulo, à São Paulo (Brésil)
  - Itaú Cultural, à São Paulo (Brésil)
  - Musée historique national (es), à Santiago (Chili)
  - Musée national des Beaux-Arts, à Santiago (Chili)
  - Musée national des Beaux-Arts, à La Havane (Cuba)
  - Museo Franz Mayer (es), à Mexico (Mexique)
  - Museo de Arte de Lima (es) (Pérou)
  - Museo Nacional de Arqueología, Antropología e Historia del Perú, à Lima (Pérou)
  - Museo Nacional de Artes Visuales, à Montevideo (Uruguay)
  - Galerie d'art national (es), à Caracas (Venezuela)
- En Amérique du nord
  - Brooklyn Museum, à New York (États-Unis)
  - Metropolitan Museum of Art, à New York (États-Unis)
- En Europe
  - Musée national d'Anthropologie, à Madrid (Espagne)
  - Musée du Louvre, à Paris (France)
  - British Museum, à Londres (Royaume-Uni)

## Rétrospectives et polémiques
De manière générale, les expositions sur l'art latino-américain ont été accueillies froidement, la critique reprochant principalement un choix d'artistes non pertinent du fait d'un biais culturel opéré par les Européens et Nord-Américains — en somme, « qu'elles ne sont pas conçues ni réalisées par des Latino-Américains ».

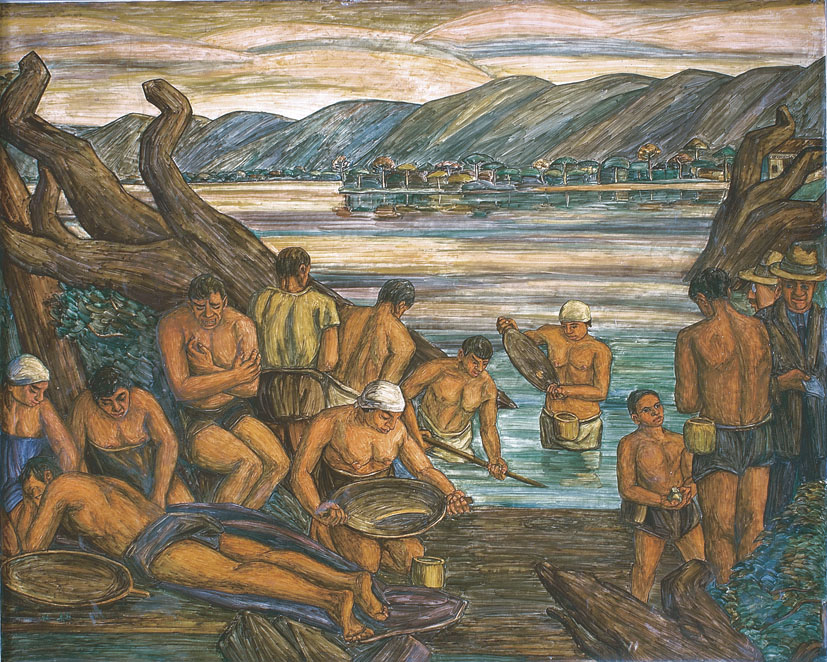
Pedro Nel Gómez, El barequeo (« Le troc », 1936, fresque sur le musée d'Antioquia).

C'est le cas notamment de l'exposition de 1966 « Latin American Art since independence », par les universités de Yale et du Texas. Alors que les curateurs occidentaux préféraient les primitifs et ceux qui copiaient le muralisme mexicain, de quelque pays qu'ils soient — ce qui excluait tous les « authentiques rénovateurs » tels qu'Anita Malfatti et Tarsila do Amaral, du Brésil, Lino Enea Spilimbergo (es), d'Argentine, Pedro Nel Gómez, de Colombie, Marcelo Pogolotti (en), de Cuba, et José Cuneo Perinetti (es), d'Uruguay —, ainsi que le montre un fameux catalogue des œuvres latino-américaines conservées par le Musée d'Art Moderne de New-York en 1943, le goût a changé en 1966 et les curateurs préfèrent les « abstractionnistes sans imagination ni qualité », selon Alvaro Medina.
Cette exposition sert cependant de base pour une nouvelle exposition organisée en 1989 à Londres par Yale : « Art in Latin America », qui présente donc des œuvres latino-américaines sur une période de 160 ans. En 1987, l'exposition « Art of the Fantastic: Latin American Art, 1920-1987 » est organisée à Indianapolis avant de voyager à New York, Miami et Mexico. Son thème exclut naturellement certains artistes, comme le Mexicain José Clemente Orozco, expressionniste à l'humour mordant, mais devrait inclure d'autres artistes, tels que le Vénézuélien Jacobo Borges, selon Medina. Selon lui, l'exclusion de certains artistes révèle « que les commissaires de l'exposition n'ont pas compris que ce qui subsiste de l'art latino-américain, s'est presque toujours produit en marge des tendances artistiques prédominant dans les circuits commerciaux et les musées d'Europe et des États-Unis ».
Medina déplore la tendance à rechercher l'anecdote et le pittoresque, jusqu'à « fabriquer » les artistes qui correspondent au cliché souhaité. Ainsi, l'exposition de Paris « Les Magiciens de la terre », qui rassemble de grands noms et des inconnus au Centre Pompidou et aux Halles de la Villette en 1989, renforce cette caricature, en se servant du réalisme magique, prégnant dans la création latino-américaine. Cependant cette exposition, définie comme internationale, « ne fait référence qu'aux pays européens et à deux pays de l'Amérique du Nord, soit le Canada et les États-Unis, excluant le Mexique ». Medina ajoute que le curateur a étonnamment omis un groupe d'artistes latino-américains formé à Paris en 1984, appelé Magie-Image.
Du 11 novembre 1992 au 12 janvier 1993, le Centre Pompidou présente une grande exposition rétrospective sur l’art latino-américain : « Art d’Amérique Latine 1911-1968 ». Représentant 12 pays avec plus de 400 œuvres de plus de 90 artistes, cette exposition ambitieuse est originellement prévue pour être présentée à l'Exposition universelle de 1992 à Séville, en Espagne, à l'occasion des cinq-cent ans de la découverte de l'Amérique. Cette exposition est le sujet d'une grande controverse : le curateur Waldo Rasmussen, du MoMA, est accusé de présenter l’art latino-américain depuis la perspective hégémonique des États-Unis et de l’Europe, supprimant l’avis des latino-américains et le manque de contextualisation sur la réalité sociale et politique du continent.